# Відділення Національного олімпійського комітету України у Львівській області
Відділення Національного олімпійського комітету України у Львівській області — це громадська організація, яка займається популяризацією олімпійського руху на Львівщині. Більшість видів спорту, які мають статус олімпійських в Україні так чи інакше представлені та розвиваються на Львівщині. Окрім того в області є ряд спортивних об'єктів, які мають статус олімпійських та використовуються для передолімпійської підготовки українських спортсменів.
Місто Львів планувало подати заявку на проведення Зимової Олімпіади у 2022 році, однак до реалізації цього задуму так і не дійшло.

## Історія Олімпійського руху Львівщини
Історія олімпійського руху у Львові розпочалась у 1912 році, а піонером став спринтер Владислав Понурський, який змагався у бігу на 200 та 400 метрів. Загалом львівські спортсмени виходили на змагання під прапорами Австро-Угорщини, Польщі, СРСР, СНД та України. Станом на 2012 рік Львівщину на літніх та зимових олімпіадах представляв 121 спортсмен у 25 видах спорту. Протягом 100 років вони здобули 46 нагород — 15 золотих, 16 срібних та 15 бронзових. Найкраще львівські олімпійці виступали у спортивній гімнастиці — станом на 2012 рік вони здобули 9 золотих, 3 срібних та 2 бронзові нагороди. Всі свої нагороди львівські спортсмени здобули у літніх видах спорту. Найтитулованішим львівським олімпійцем є гімнаст Віктор Чукарін який протягом 1952-1956 років здобув 11 медалей, з них 7 золотих, 3 срібних та 1 бронзову. Натомість першим львів'янином, який здобув медаль став Адам Крулікевич, який на змаганнях з кінного спорту на Олімпіаді 1924 року отримав бронзову медаль.
Своєрідним рекордсменом за кількістю прапорів під якими він виступав є львівський веслувальник на каное Михайло Сливінський, який взяв участь у п'яти Олімпіадах у складі чотирьох різних збірних: 1988 — СРСР, 1992 — СНД, 1996, 2000 — Україна, 2004 — Польща.
Відділення Національного Олімпійського Комітету України у Львівській області було сформовано 18 травня 1995 року.
З ініціативи Львівського відділення Національного Олімпійського комітету України за підсумками виступів у змаганнях українського та міжнародного рівня в області регулярно проводиться нагородження «Кращого спортсмена місяця».

### Плани проведення Зимової Олімпіади 2022 року у Львові
27 травня 2010 року під час візиту до Львова Президент України Віктор Янукович виступив з ініціативою підготувати заявку на отримання права проведення у Львові зимової Олімпіади-2022 року у Львові. Загальні витрати на підготовку до змагань мали скласти 80 млрд грн. Окрім Львова змагання мали пройти у Тисовці (Львівська область) та Боржаві (Закарпатська область). Однак після втечі Віктора Януковича з країни підготовку проекту згорнули. До офіційної подачі заявки справа не дійшла

### Голови НОК України у Львівській області

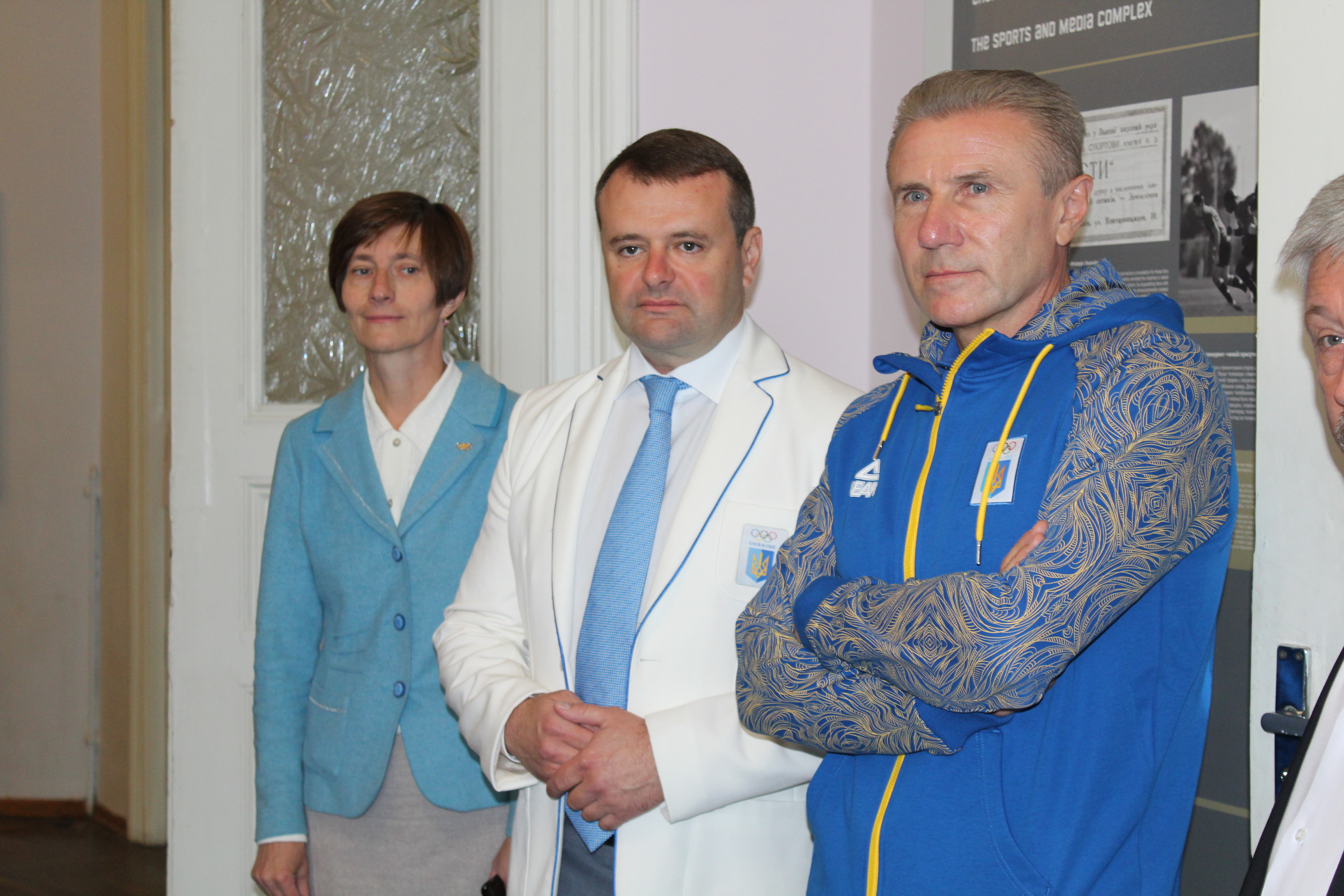
Заступник голови ГО "Відділення НОК України у Львівській області Оксана Вацеба, голова відділення НОК у Львівській області Юрій Турянський та голова НОК УКраїни Сергій Бубка у Львівському університеті фізичної культури

- 18 травня 1995 — 22 жовтня 1999 Віктор-Любомир Зубрицький

- 22 жовтня 1999 — 17 червня 2005 Ігор Держко

- 17 червня 2005 — 30 березня 2009 Петро Олійник

- 30 березня 2009 — 1 жовтня 2010 Мирослав Герцик

- 29 жовтня 2010 — 2 листопада 2011 Микола Кміть

- 2 листопада 2010 — ……. Юрій Майборода

- Віктор Шемчук

- З 25 вересня 2014 Юрій Турянський[3]

## Сучасні олімпійські види спорту, які розвиваються на Львівщині
На Львівщині розвивається велика кількість олімпійських видів спорту, як літніх, так і зимових. Зокрема в області діють спортивні федерації:

- альпінізму та скелелазання

- бадмінтону

- баскетболу

- біатлону

- боксу

- важкої атлетики

- велосипедного спорту

- веслувального слалому

- веслування на байдарках та каное

- вільної боротьби

- водного поло

- волейболу

- гандболу

- гімнастики спортивної

- гімнастики художньої

- греко-римської боротьби

- дзюдо

- карате

- легкої атлетики

- лижного спорту

- мотоциклетного спорту

- п'ятиборства

- регбі

- санних видів спорту

- Скелелазіння

- стрибків у воду

- стрільби з лука

- фехтування

- хокею

## Бази олімпійської підготовки
Мережа підготовки олімпійців на Львівщині включає ряд навчально-спортивних баз де спортсмени-олімпійці мають можливість проводити повноцінні тренування. Окрім того в області розвинута мережа дитячо-юнацьких спортивних шкіл, у тому числі дві школи олімпійського резерву. Дитячо-юнацькі спортивні школи є майже у всіх районних центрах, 10 ДЮСШ працює у Львові, у всіх великих містах області і навіть в окремих селах.

| № | Фото | Назва | Розташування                                                      | Об'єкти                           | Площа (м.кв.) |
| - | ---- | --- | ----------------------------------------------------------------- | --------------------------------- | ------------- |
| 1 |      | Навчально-спортивна база олімпійської підготовки «Динамо»                                                | смт Славське Сколівського району, вул. Архангельського, 7,        | об'єкти навчально-спортивної бази | 6870,5        |
| 2 |      | Комплекс спортивних споруд Львівської обласної організації фізкультурно-спортивного товариства «Динамо», | м. Львів, вул. В. Янева, 10,                                      | спортивний комплекс               | 4313,3        |
| ' |      | | м. Львів, вул. Вітовського, 53,                                   | палац спорту, басейн              | 1930,2        |
| ' |      | | м. Львів, В. Стуса, 4,                                            | спортивний комплекс               | 5886          |
| 3 |      | Підприємство «Західний реабілітаційно-спортивний центр»                                                  | с. Яворів Турківського району, вул. Рівних прав і можливостей, 1, | об'єкти спортивної інфраструктури | 8069,9        |
| 4 |      | Державне підприємство «Арена Львів»                                                                      | м. Львів, вул. Стрийська, 199,                                    | стадіон                           | 34522,5       |

## Львів'яни— олімпійські чемпіони та призери
| №  | Фото | Ім'я                             | Роки життя | Амплуа                | Нагороди |
| -- | ---- | -------------------------------- | --- | --------------------- | --- |
| 1  |      | Берендога Віктор                 | | водне поло            | Літні Олімпійські ігри 1988 року. бронза (ком) |
| 2  |      | Грачов Дмитро Олегович           | 5 грудня 1983, Львів                                                                                           | Стрільба з лука       | Літні Олімпійські ігри 2004 року. бронза (ком) |
| 3  |      | Громак Юрій                      | | Плавання (вид спорту) | Літні Олімпійські ігри 1968 року. бронза (ком) комбінована естафета 4×400 м |
| 4  |      | Зауличний Ростислав Мирославович | 6 вересня 1968, Львів                                                                                          | Бокс                  | Літні Олімпійські ігри 1992 року. срібло, ваг. кат. до 81 кг |
| 5  |      | Ковпан Валентина                 | | Стрільба з лука       | Літні Олімпійські ігри 1976 року. срібло подвійне коло ФІТА |
| 6  |      | Король Петро Кіндратович         | 2 січня 1941, Бреди Челябінської області — 2 липня 2015, Львів                                                 | Важка атлетика        | Літні Олімпійські ігри 1976 року. золото вагова категорія до 67,5 кг |
| 7  |      | Котельник Андрій Миколайович     | 29 грудня 1977, Львів                                                                                          | Бокс                  | Літні Олімпійські ігри 2000 року. срібло вагова кат до 60 кг |
| 8  |      | Ледньов Павло Серафимович        | 25 березня 1943, Нижній Новгород — 23 листопада 2010, Москва                                                   | Сучасне п'ятиборство  | Літні Олімпійські ігри 1968 року. срібло (ком.), бронза Літні Олімпійські ігри 1972 року. золото (ком.), бронза Літні Олімпійські ігри 1976 року. срібло Літні Олімпійські ігри 1980 року. золото (ком.), бронза |
| 9  |      | Адам Крулікевич                  | 9 грудня 1894, Львів — 4 травня 1966, Констанцин-Єзьорна                                                       | Конкур                | Літні Олімпійські ігри 1924 року. Бронза |
| 10 |      | Леонкін Дмитро                   | 16 грудня 1928, с. Мис Доброї Надії Рязанська область — 1980, Львів                                            | Спортивна гімнастика  | Літні Олімпійські ігри 1952 року. золото (ком.), бронза |
| 11 |      | Макуц Богдан                     | 4 липня 1960, Львів                                                                                            | Спортивна гімнастика  | Літні Олімпійські ігри 1980 року. золото (ком.) |
| 12 |      | Мандригасов Сергій               | | Фехтування            | Літні Олімпійські ігри 1988 року. срібло (ком.) на шаблях |
| 11 |      | Мельник Борис                    | 1945 | Кульова стрільба      | Літні Олімпійські ігри 1972 року. срібло стрільба з трьох положень |
| 12 |      | Мерлені Ірина                    | 8 лютого 1982, Кам'янець-Подільський                                                                           | Вільна боротьба       | Літні Олімпійські ігри 2004 року. золото, ваг. кат. до 48 кг. |
| 13 |      | Немшилов Володимир               | | Плавання (вид спорту) | Літні Олімпійські ігри 1968 року. бронза ком. комбінована естафета 4×400 м |
| 14 |      | Петрів Олександр                 | 5 серпня 1974, Львів                                                                                           | Кульова стрільба      | Літні Олімпійські ігри 2008 року. золото, швидкісна стрільба з пістолета |
| 15 |      | Понурський Владислав             | 22 квітня 1891, Львів — 13 жовтня 1978, Краків                                                                 | Легка атлетика        | Літні Олімпійські ігри 1912 року. спринт, третій у забігу |
| 16 |      | Прокопенко Георгій               | 21 листопада 1891, Кобеляки                                                                                    | Плавання              | Літні Олімпійські ігри 1964 року. срібло брас 200 м |
| 17 |      | Сидяк Віктор                     | 21 листопада 1943, Анжеро-Судженськ                                                                            | Фехтування            | Літні Олімпійські ігри 1968 року. золото ком. на шаблях Літні Олімпійські ігри 1972 Золото, срібло ком. Літні Олімпійські ігри 1976 бронза, золото ком. Літні Олімпійські ігри 1980 золото ком. |
| 18 |      | Сливинський Михайло              | 5 лютого 1970, Добротвір Львівська область                                                                     | Веслування на каное   | Літні Олімпійські ігри 1988 року. срібло одиночка на каное Літні Олімпійські ігри 1992 року. срібло одиночка на каное |
| 19 |      | Смирнов Микола                   | | Водне поло            | Літні Олімпійські ігри 1988 року. бронза ком |
| 20 |      | Стадній Андрій                   | | Вільна боротьба       | Літні Олімпійські ігри 2008 року. срібло, до 66 кг |
| 21 |      | Станкович Василь                 | 26 квітня 1946, Іршава Закарпатська область                                                                    | Фехтування            | Літні Олімпійські ігри 1968 року. срібна ком фехтування на рапірах Літні Олімпійські ігри 1972 срібна ком фехтування на рапірах |
| 21 |      | Тер-Ованесян Ігор                | 19 травня 1939, Київ                                                                                           | Легка атлетика        | Літні Олімпійські ігри 1960 року. Бронза, стрибок у довжину Літні Олімпійські ігри 1964 року. Бронза, стрибок у довжину |
| 22 |      | Чукарін Віктор                   | 9 листопада 1921, с. Красноармійське, Донецька область, Українська РСР — 25 серпня 1984, Львів, Українська РСР | Спортивна гімнастика  | Літні Олімпійські ігри 1952 року. Гельсінки 1952 золото ком., золото багатоборство, золото опорний стрибок, золото вправи на коні, Срібло вправи на брусах, срібло вправи на кільцях Літні Олімпійські ігри 1956 року. золото ком., золото багатоборство, золото вправи на брусах, срібло вільні вправи, бронза вправи на коні |
| 23 |      | Фрідріх Тадеуш                   | | Фехтування            | Літні Олімпійські ігри 1928 року. бронза ком фехтування на шаблях Літні Олімпійські ігри 1932 бронза ком фехтування на шаблях |
| 24 |      | Череповський Євген               | | Фехтування            | Літні Олімпійські ігри 1956 року. бронза ком фехтування на шаблях |
| 25 |      | Шемякіна Яна                     | 5 січня 1986, Львів                                                                                            | Фехтування            | Літні Олімпійські ігри 2012 року. Золото, фехтування на шпагах |

## Галерея

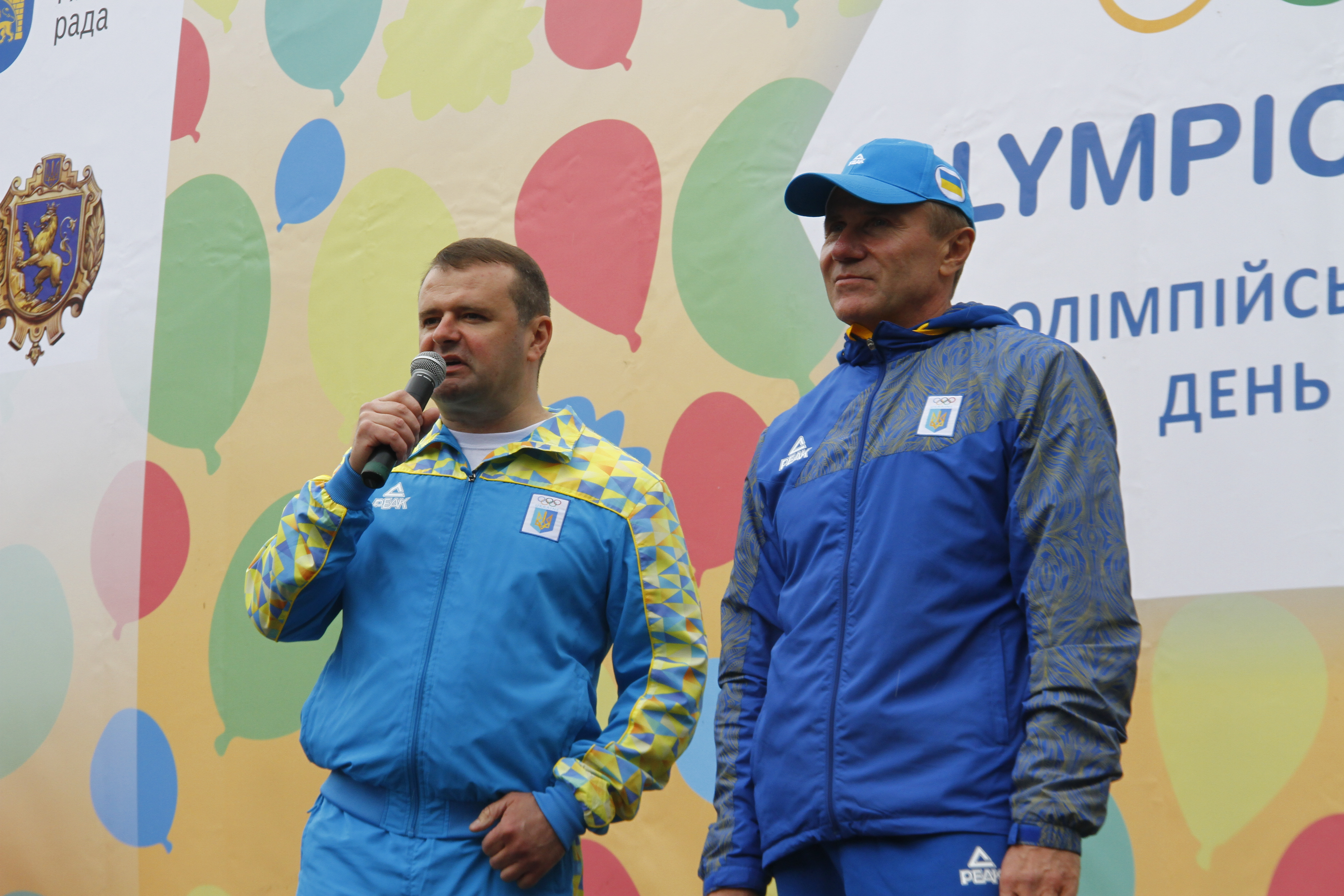
Голова Львівського обласного відділення НОК Юрій Турянський та голова НОК України Сергій Бубка на відкритті Олімпійського дня у Львові 23 червня 2018 року

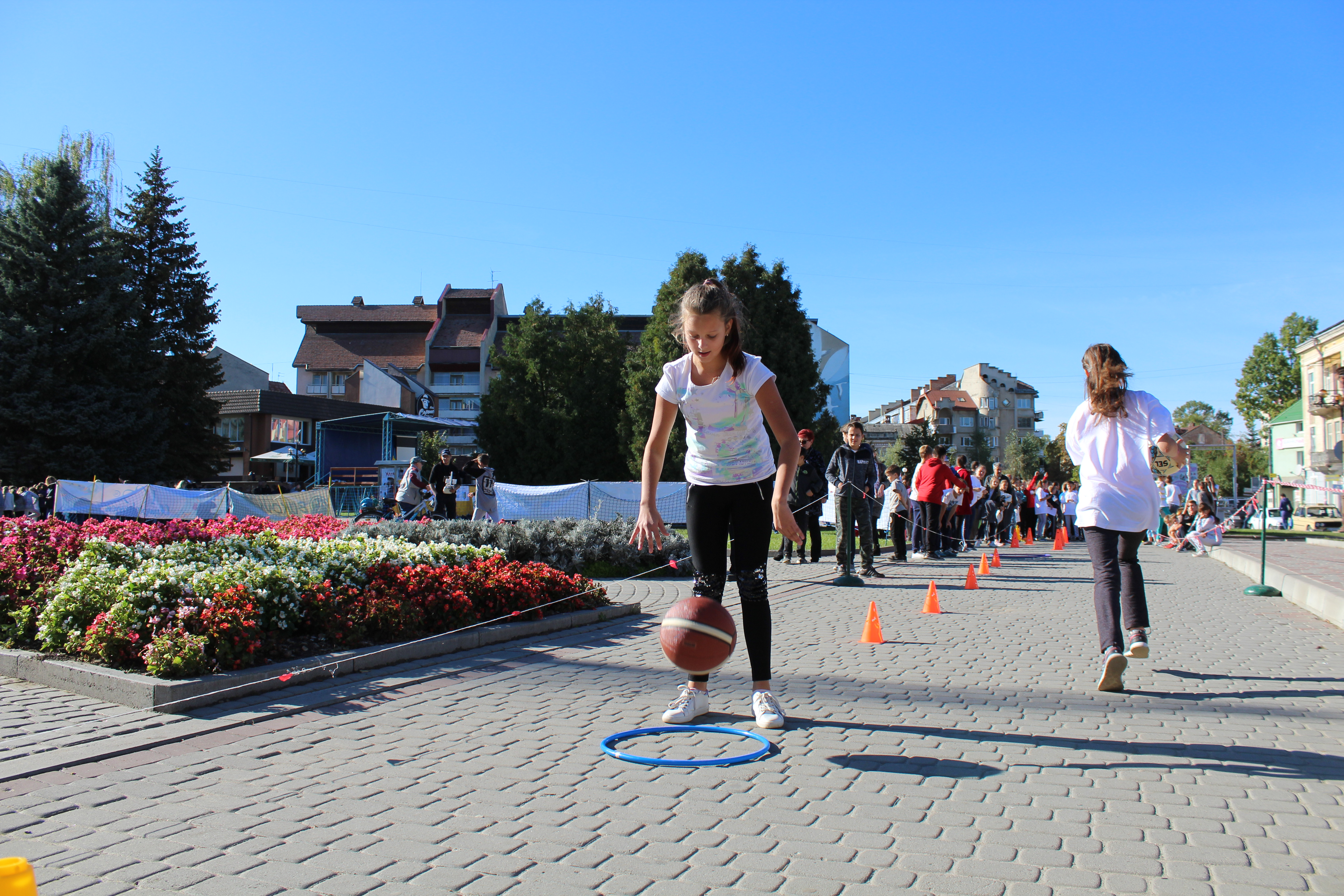
Олімпійський урок в Трускавці 26 вересня 2018

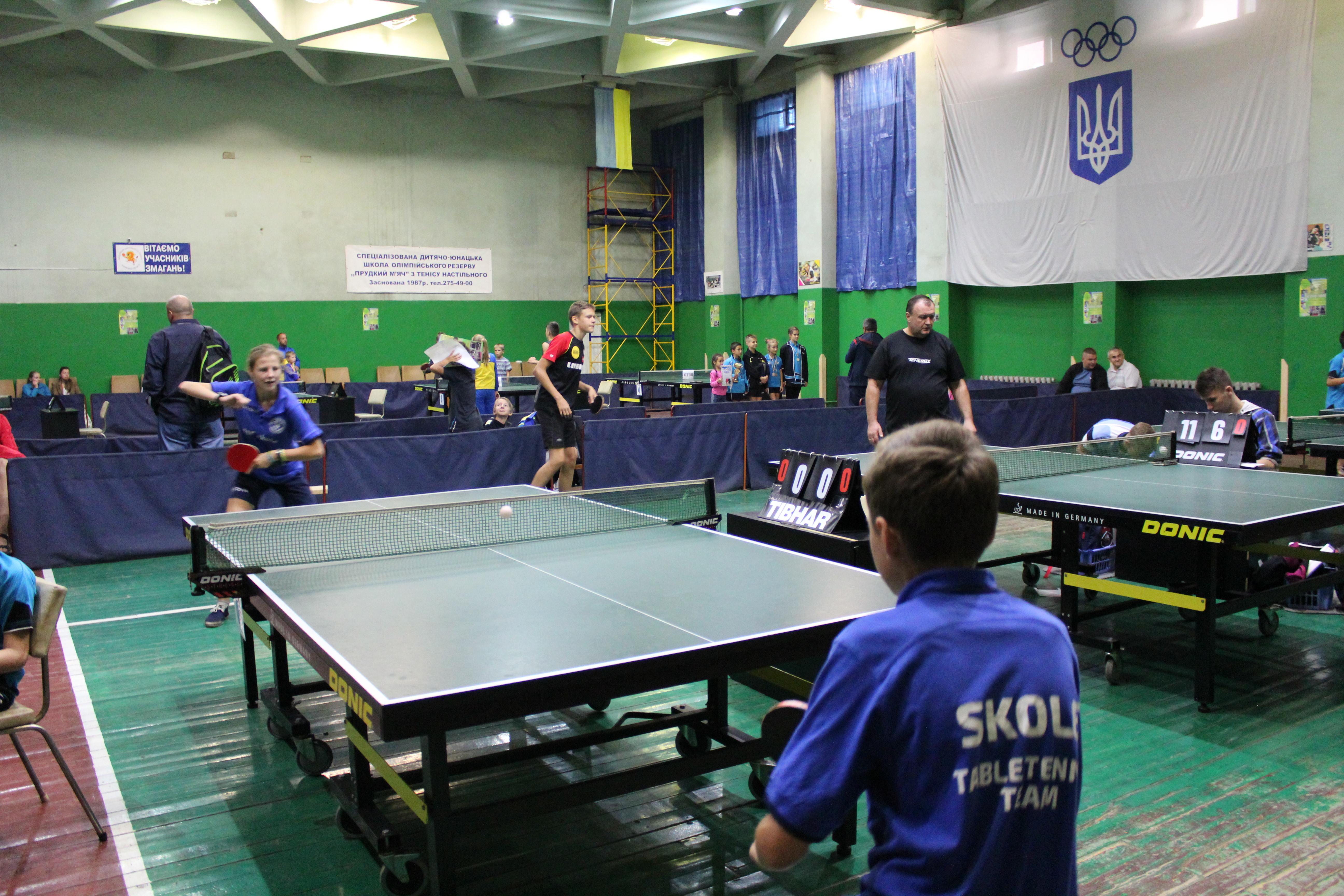
змагання на Кубок з настільного тенісу імені Анатолія Строкатого 29 серпня 2018

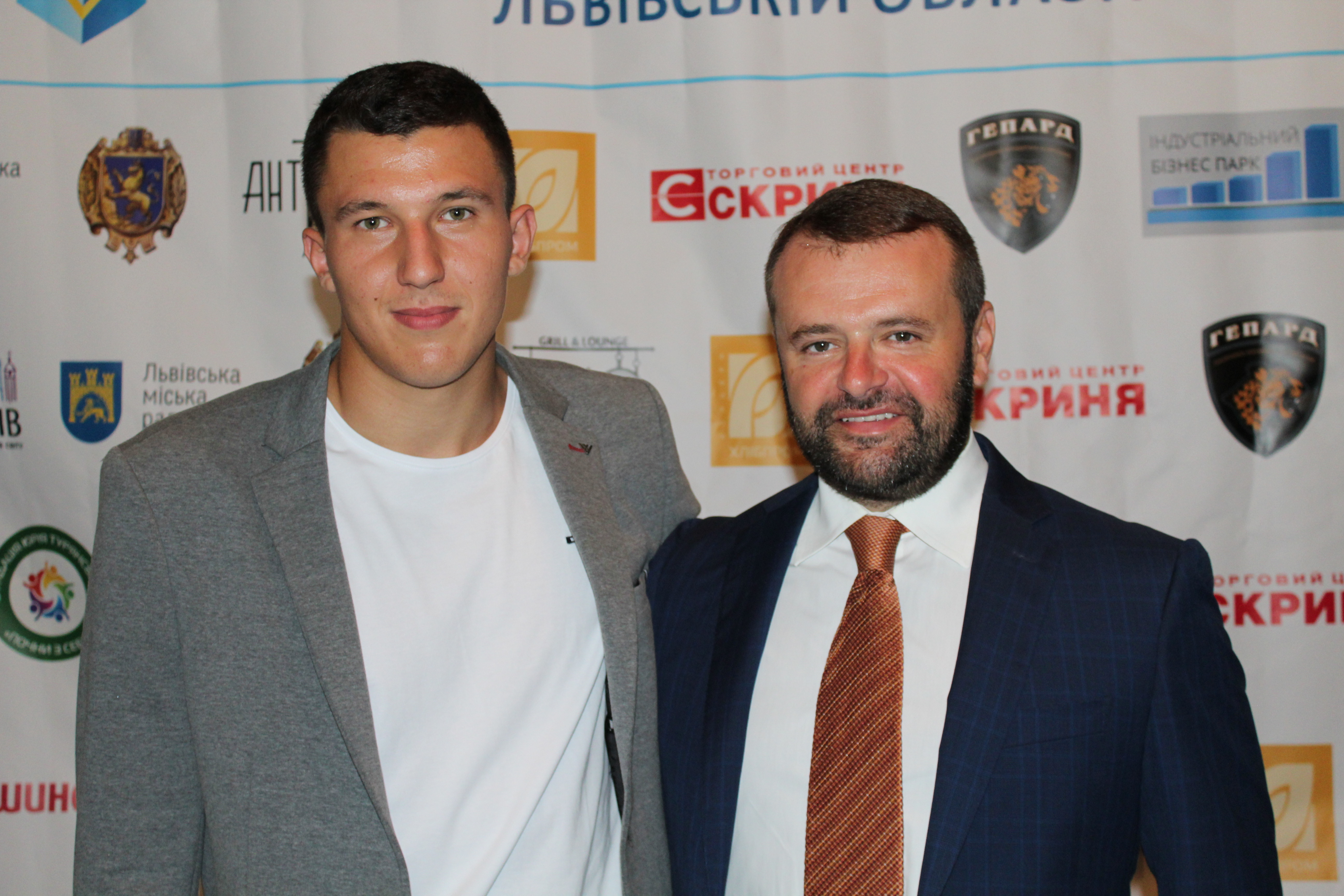
Веслувальник Дмитро Озимок та голова Львівського регіонального відділення НОК Юрій Турянський на нагородженні кращого спортсмена Львівщини

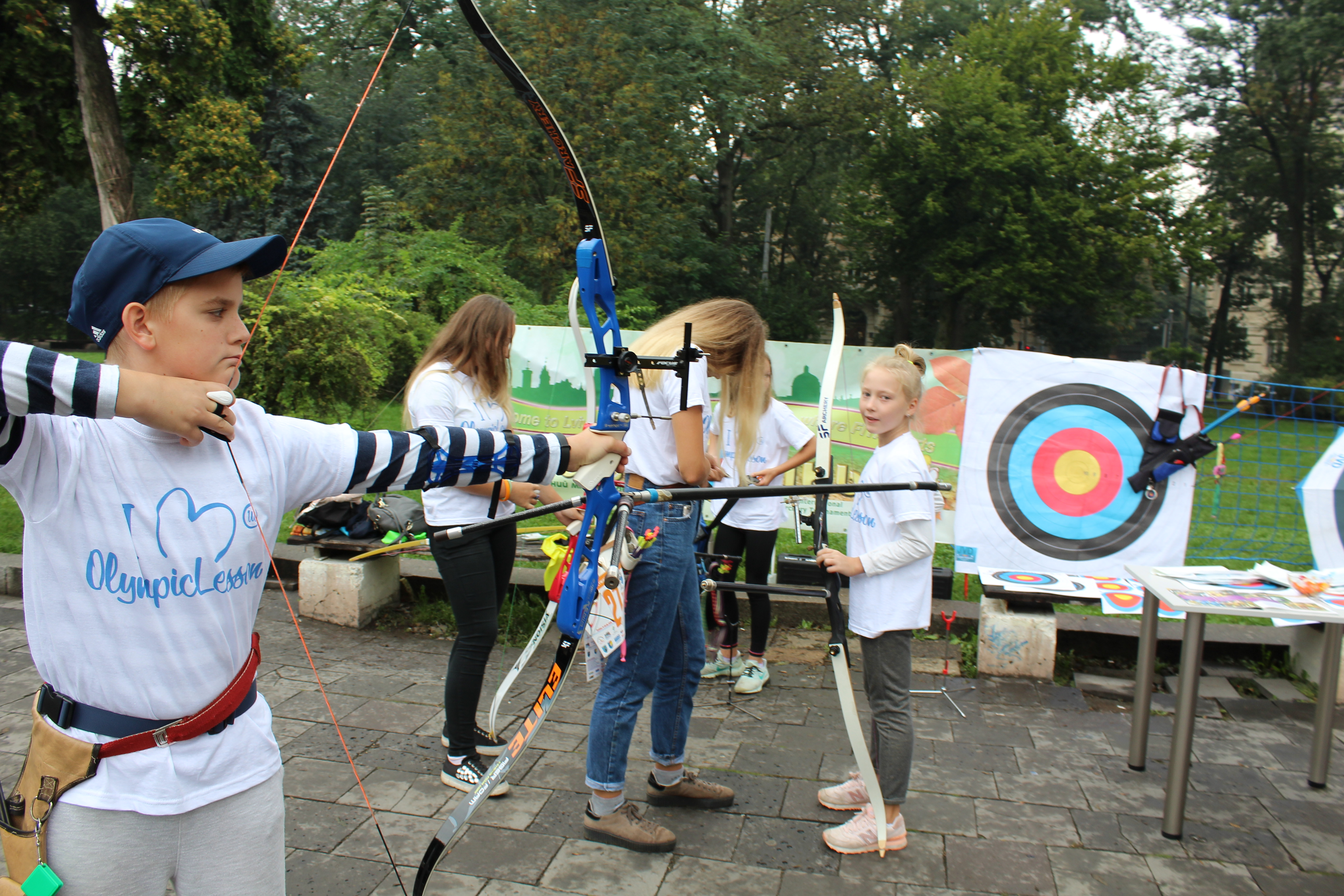
День фізичної культури у Львові площа перед пам'ятником Іванові Франку 8 вересня 2018

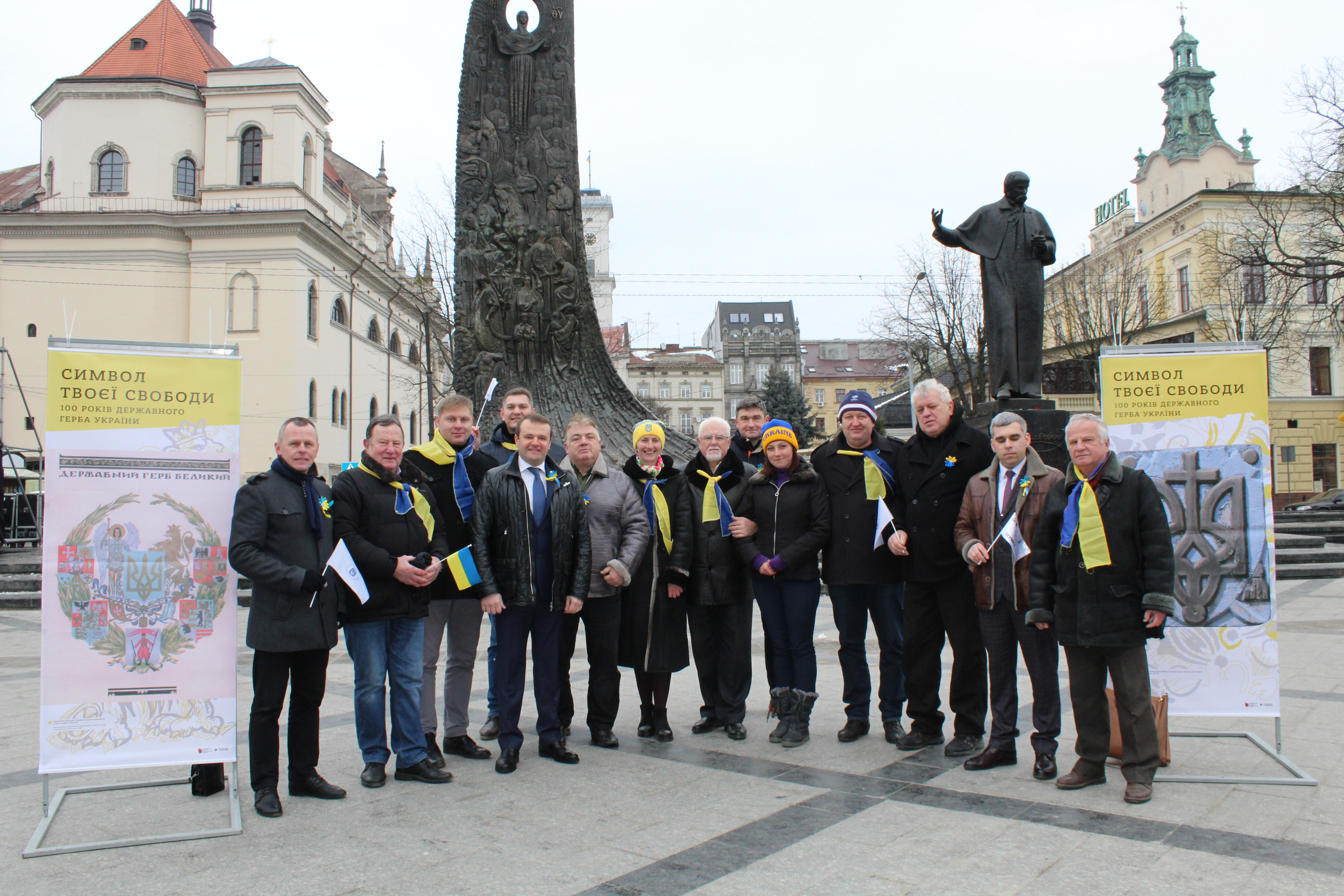
Представники Відділення НОК України у Львівській області 22 січня 2019 року на День Злуки у Львові

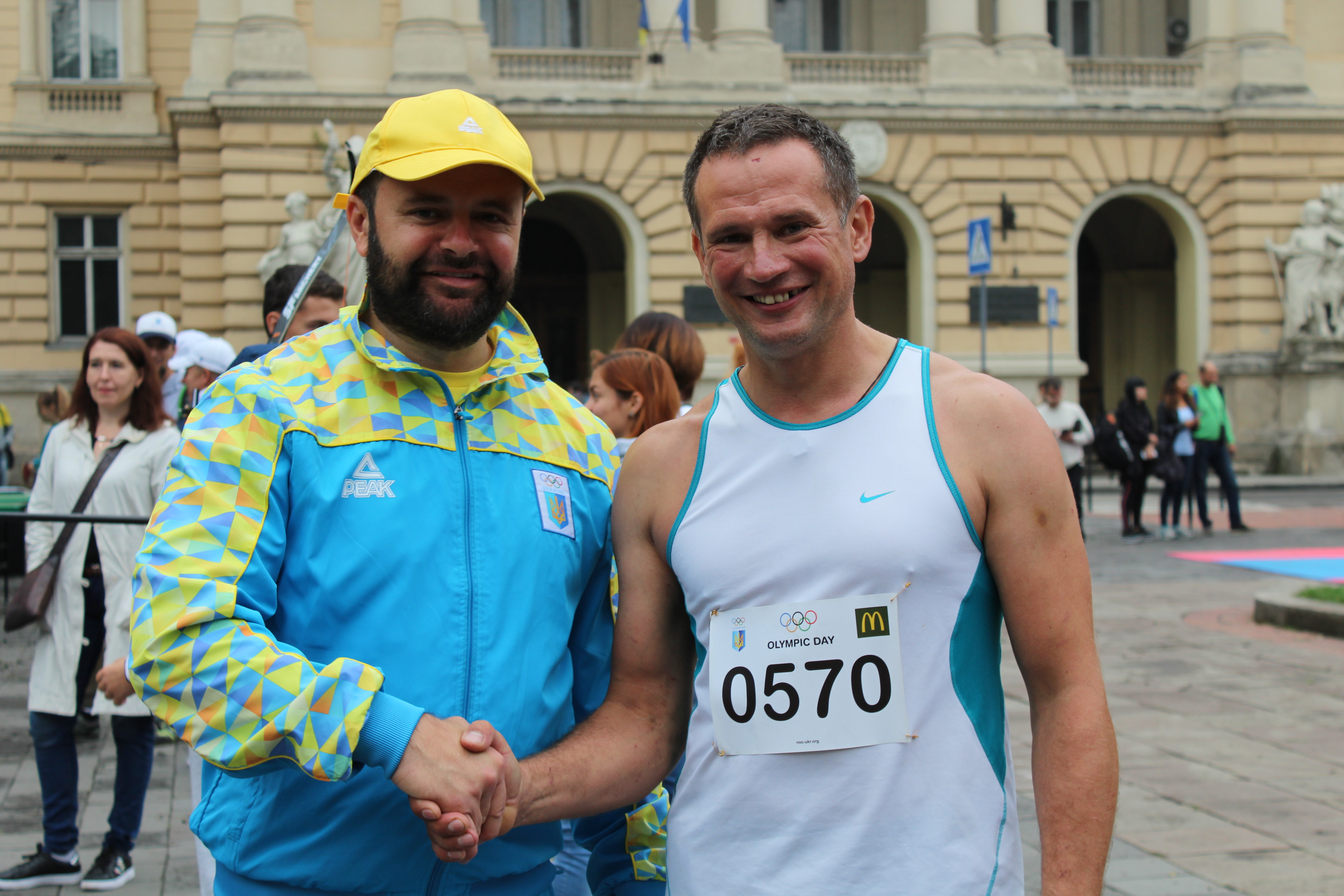
Голова Львівського відділення НОКу Юрій Турянський з учасником забігу з нагоди Дня фізичної культури 8 вересня 2018 р. біля пам'ятника франку

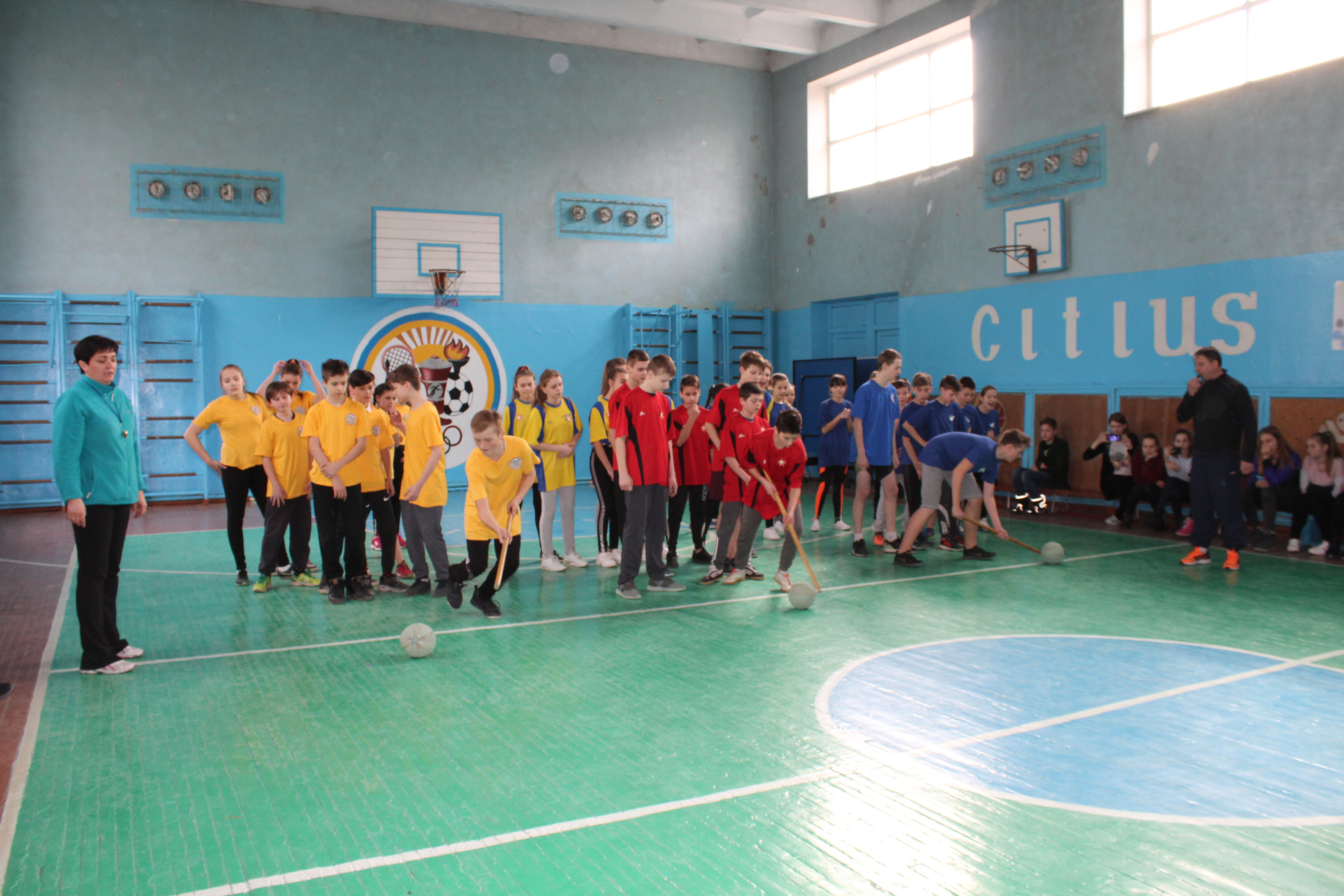
Олімпійське лелеченя Червоноград

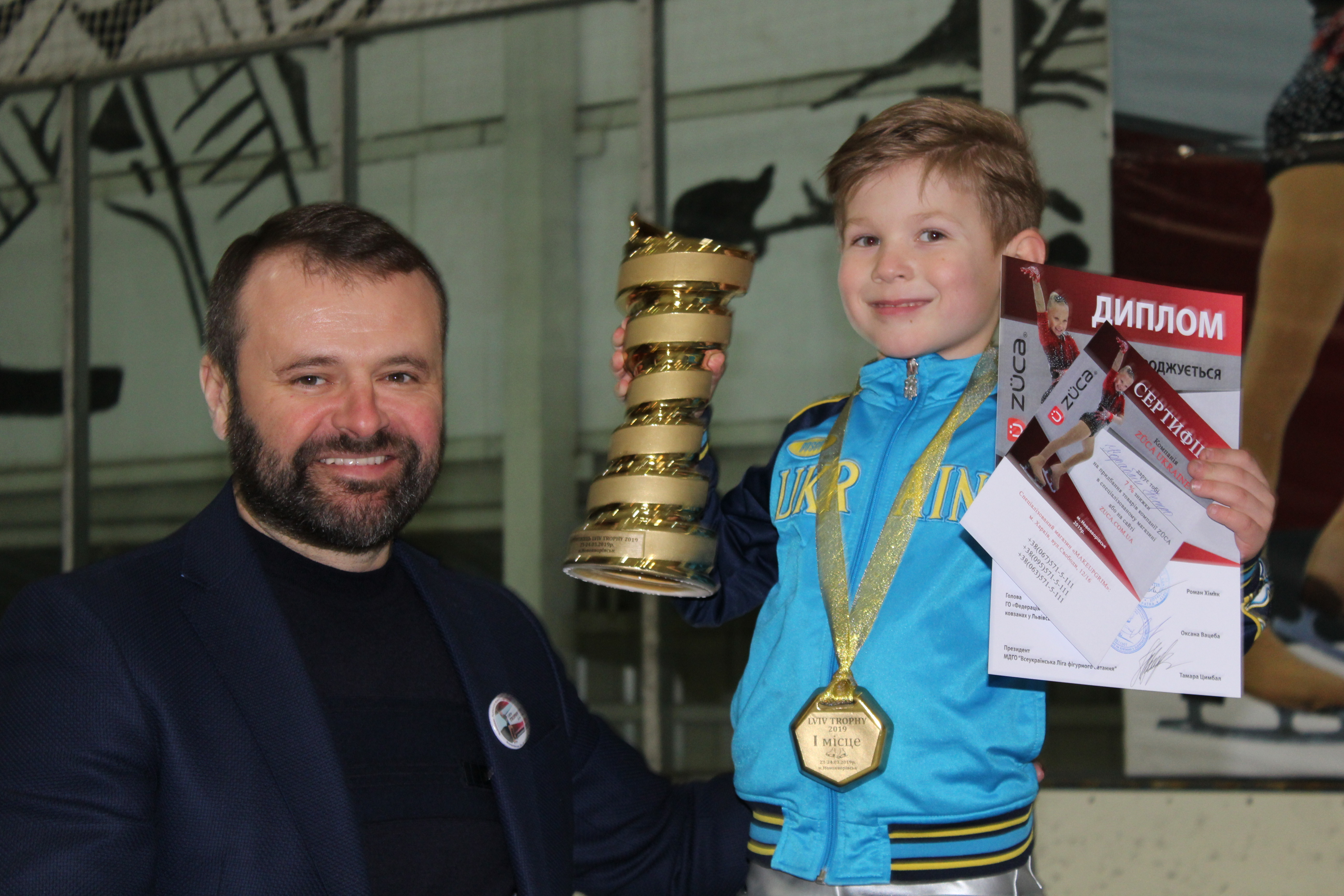
Голова Львівського відділення НОК Юрій Турянський на нагородженні переможця змагань з фігурного ковзання «Lviv Trophy 2019» 23 березня 2019 р. у Новояворівську

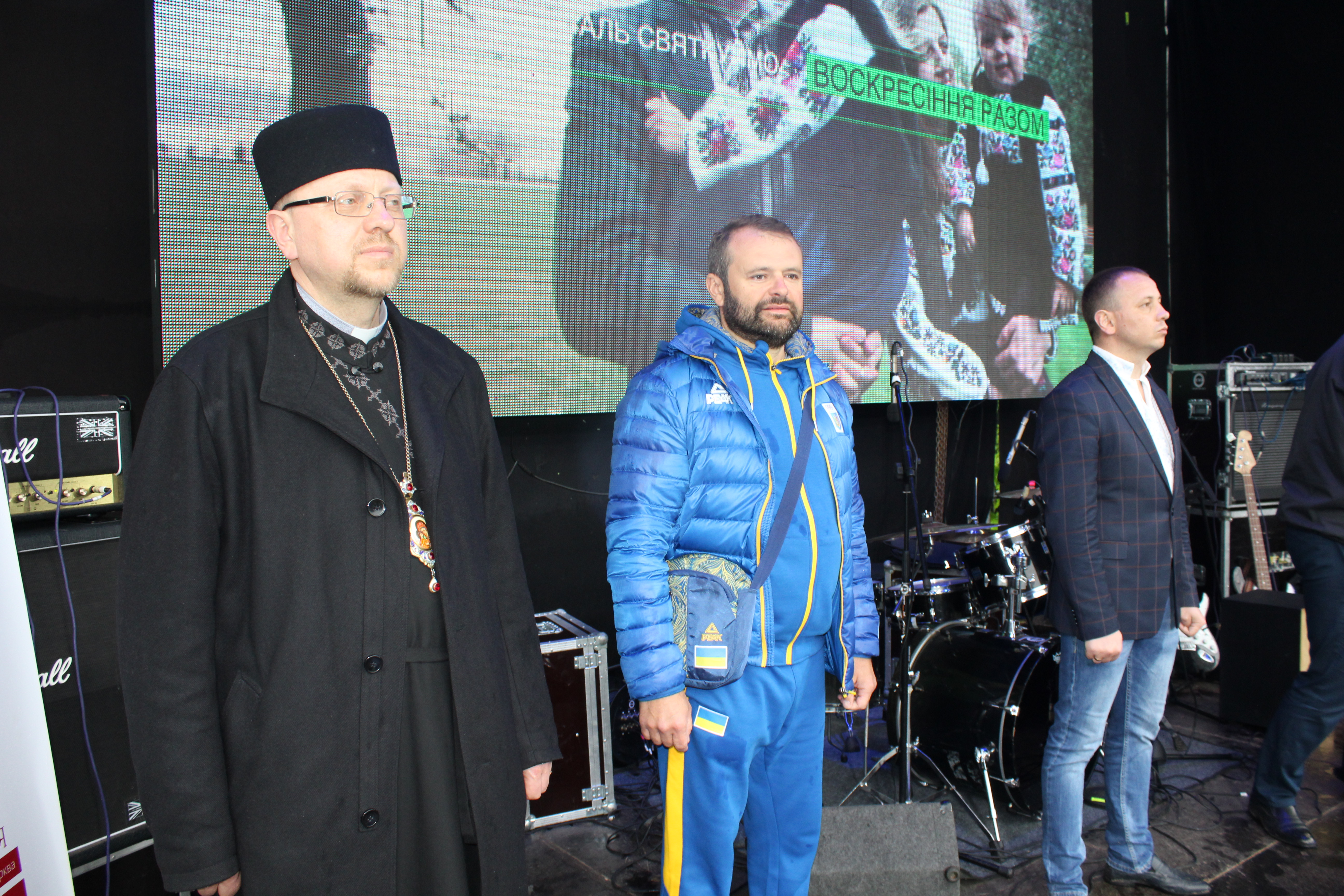
Святкуймо Воскресіння разом 5 травня 2019 нагородження переможців, голова Львівського відділення НОКу Юрій Турянський

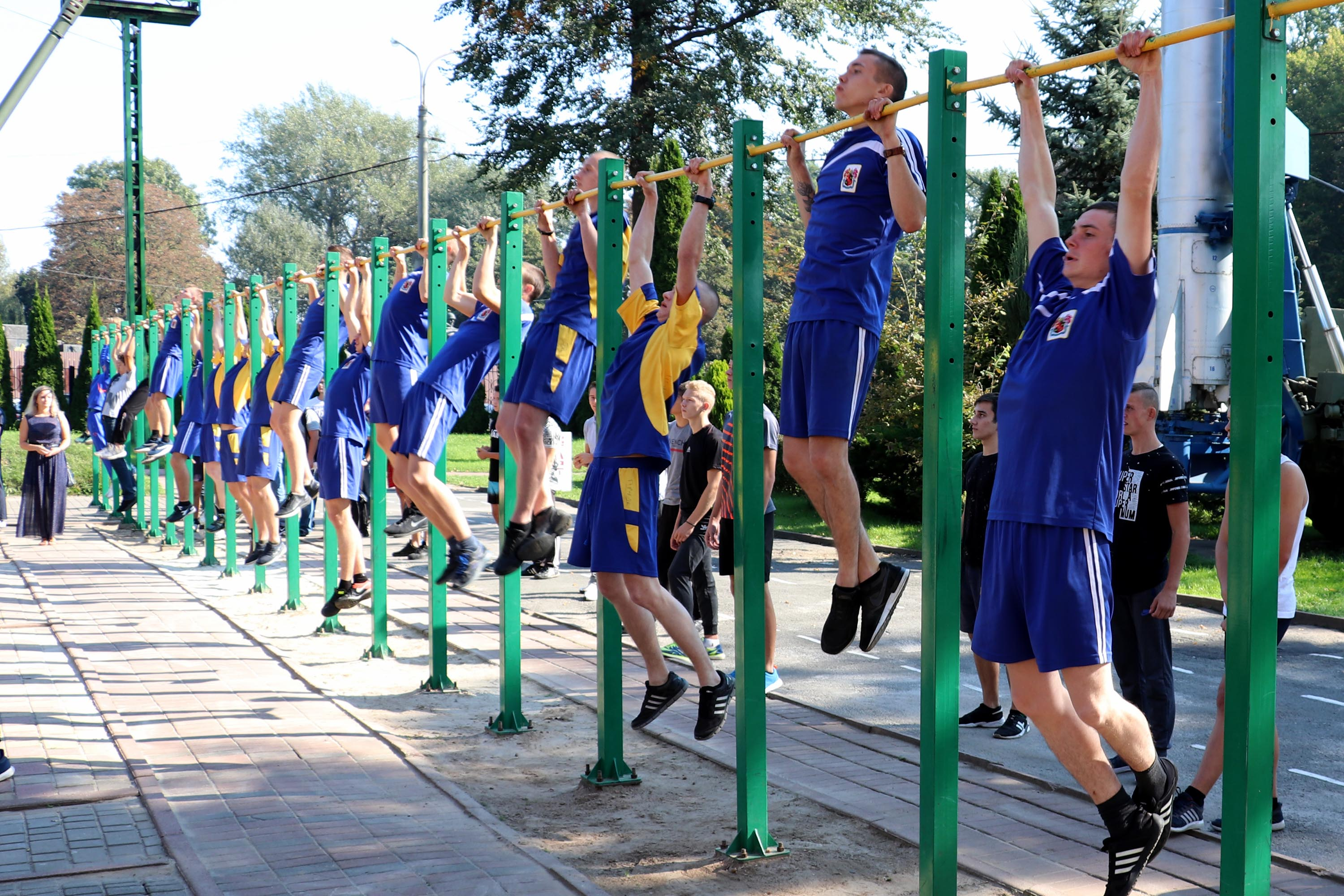
флешмоб з підтягування в Академії сухопутних військ

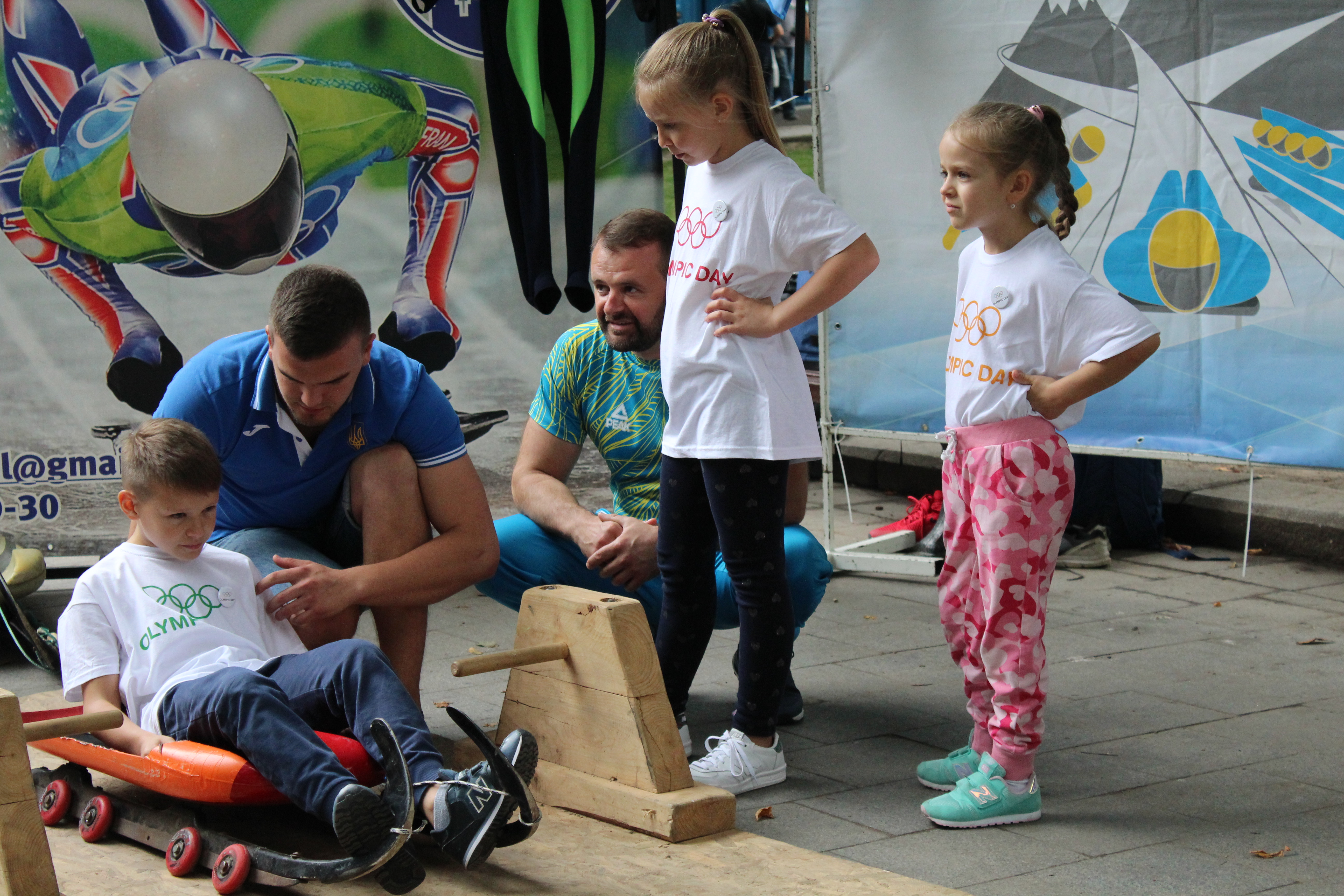
Голова Львівського відділення НОК Юрій Турянський 23 червня 2019

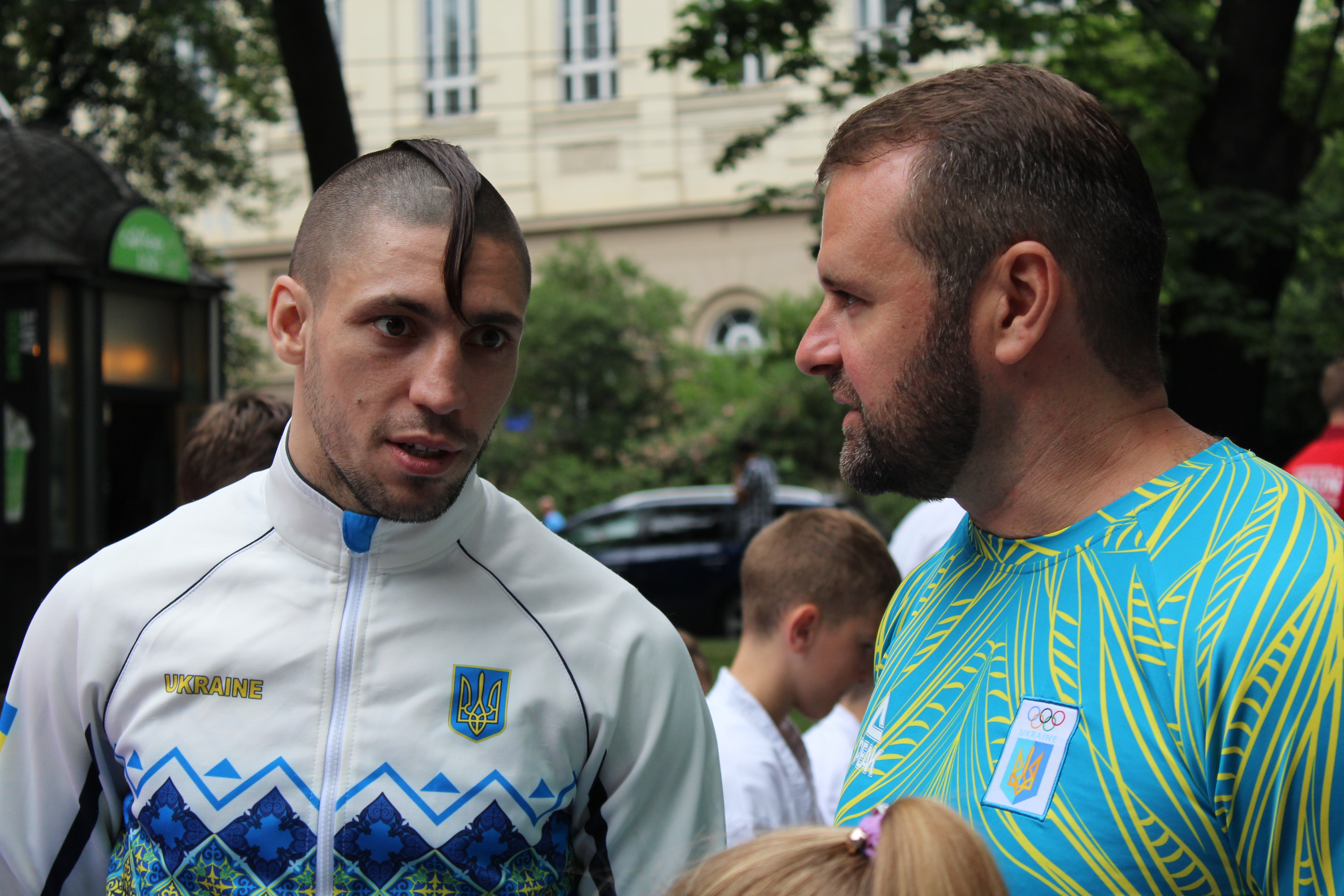
Український каратист Станіслав Горуна та голова відділення НОК у Львівській області Юрій Турянський

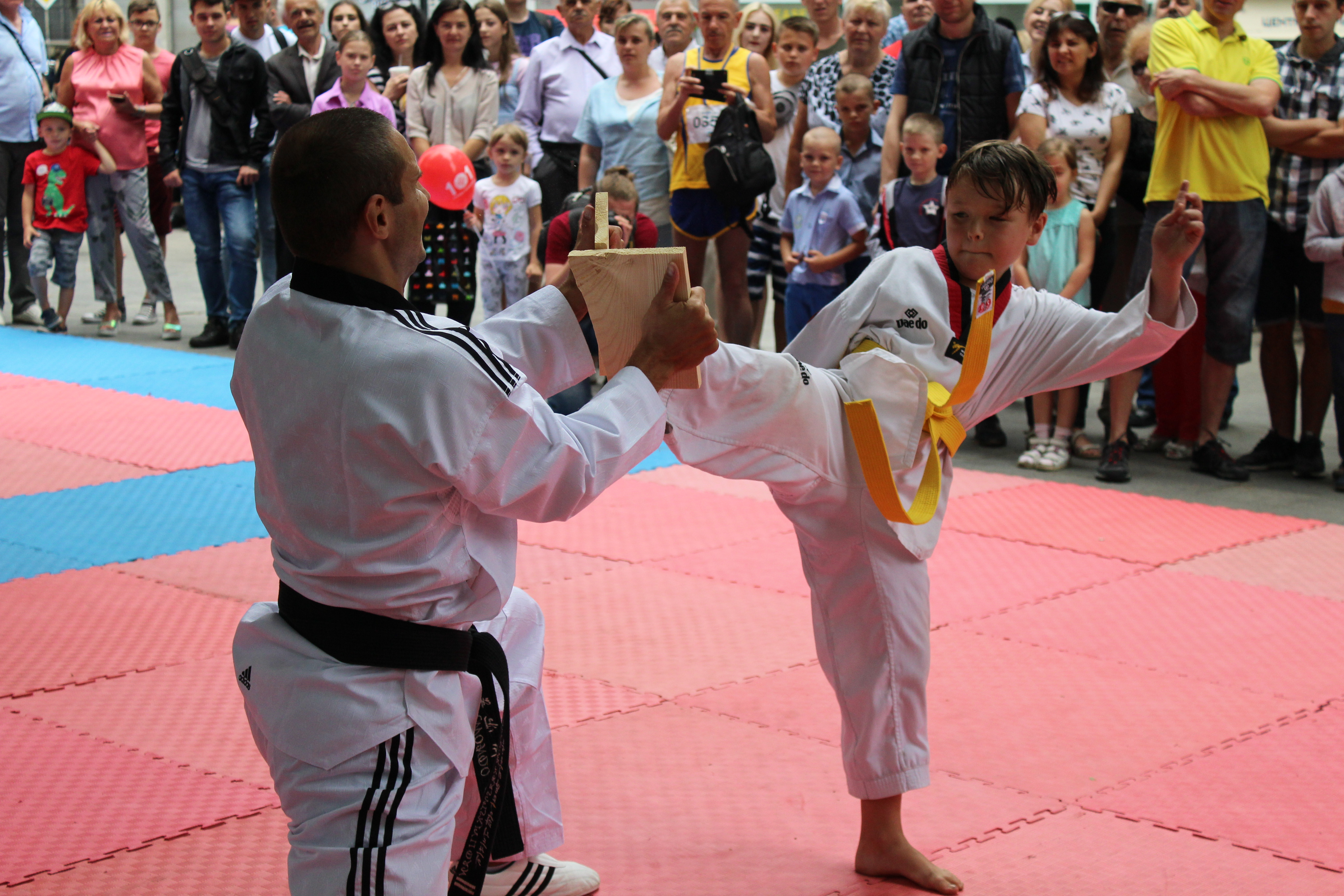
Змагання з карате Львів 23 червня 2019

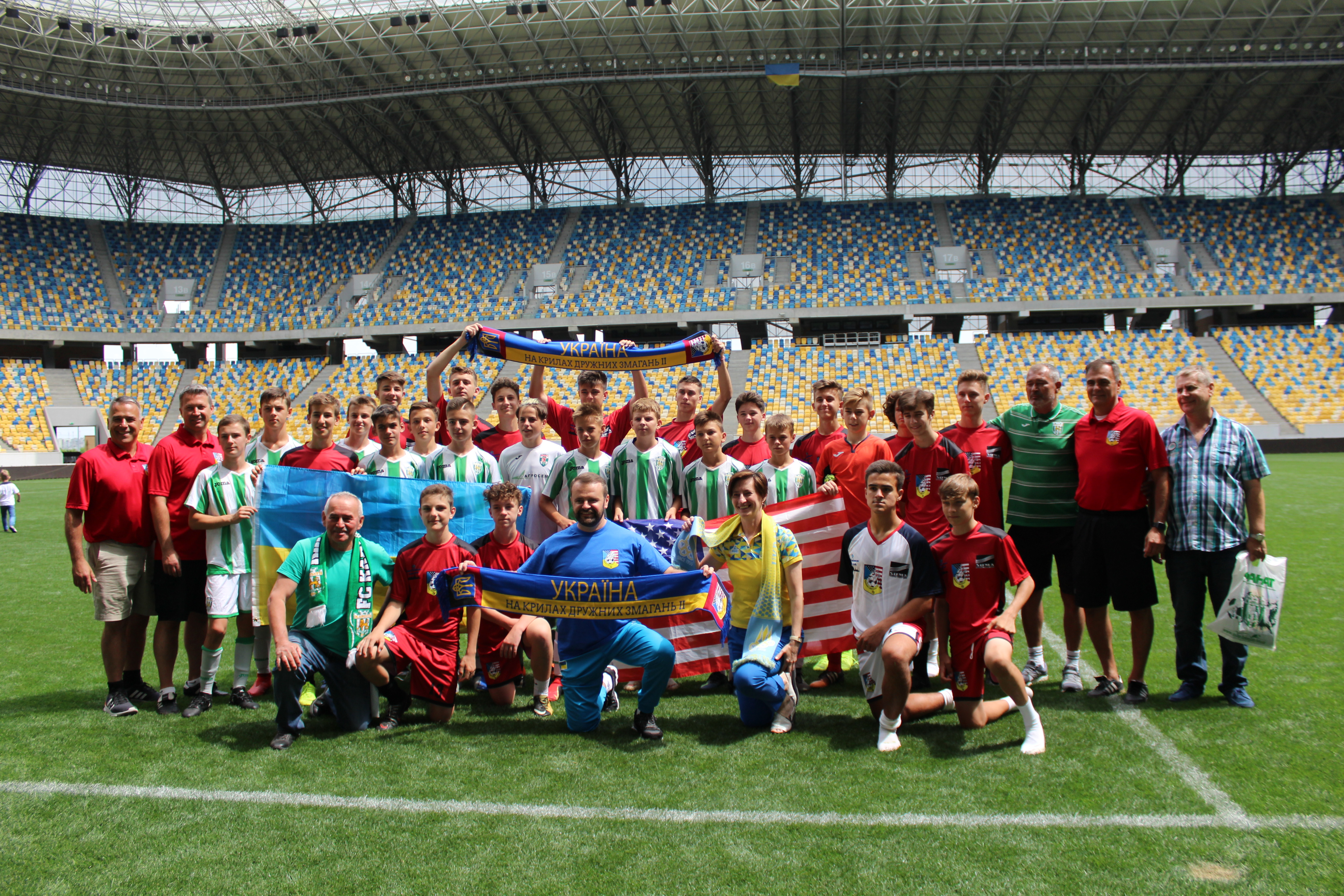
Товариський матч представників Регіонального відділення НОК у Львівській області з футболістами української діаспорою на Арені Львів 20 липня 2019

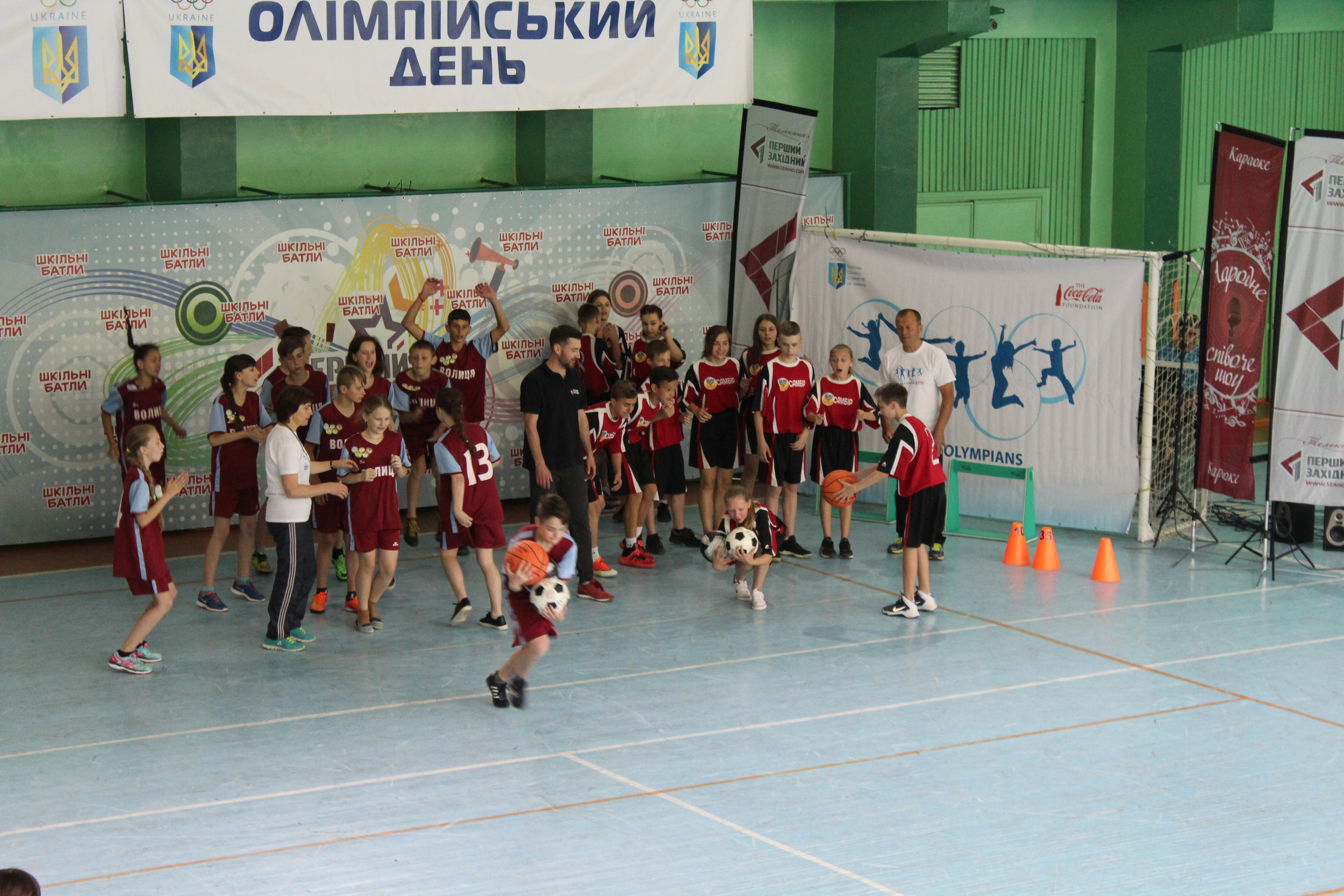
Зйомки програма «Шкільні батли» на Першому Західному 10 травня 2018 року

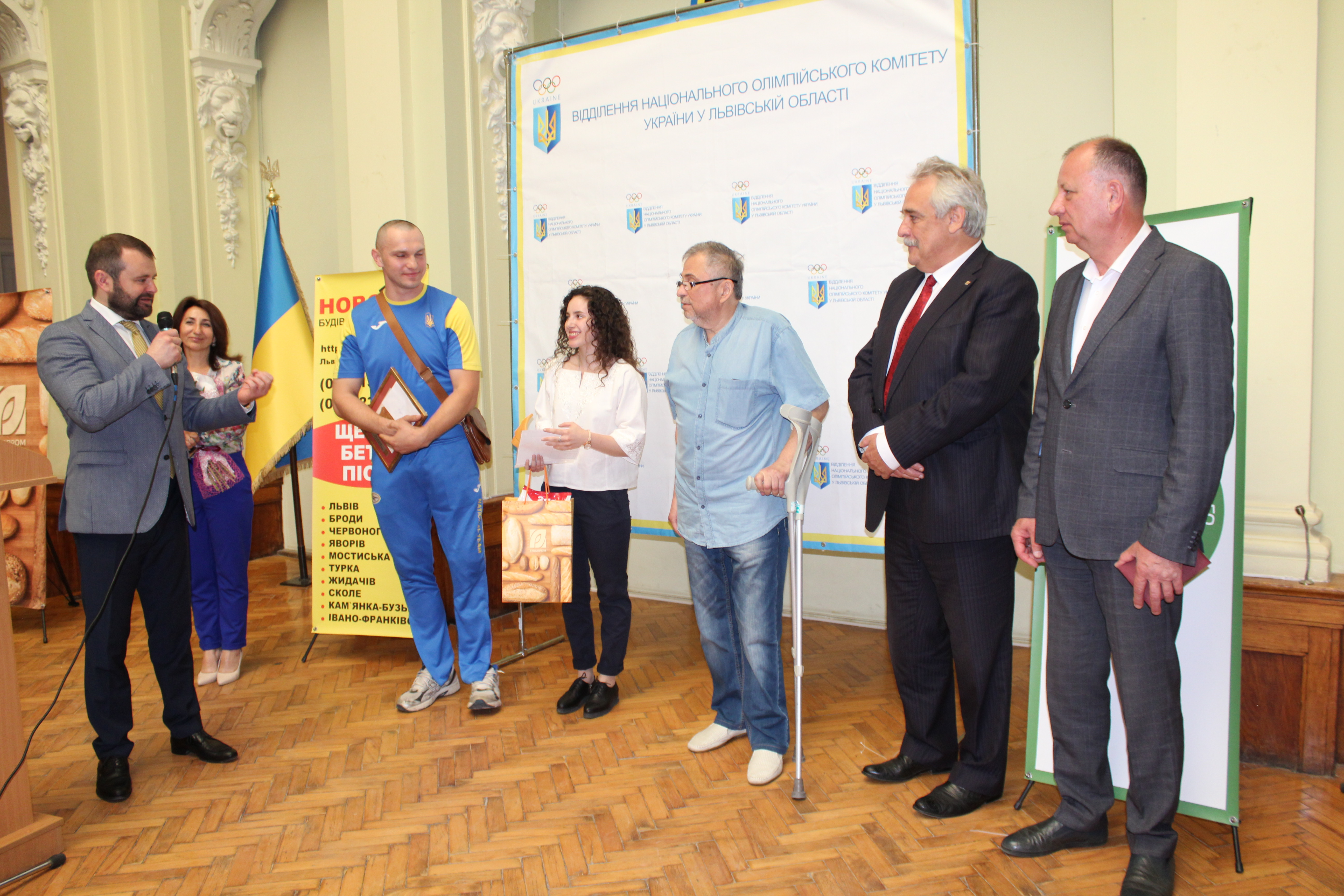
Голова Львівського відділення НОК Юрій Турянський та ректор Львівського університету фізичної культури Євген Приступа на нагородженні кращого спортсмена Львівщини

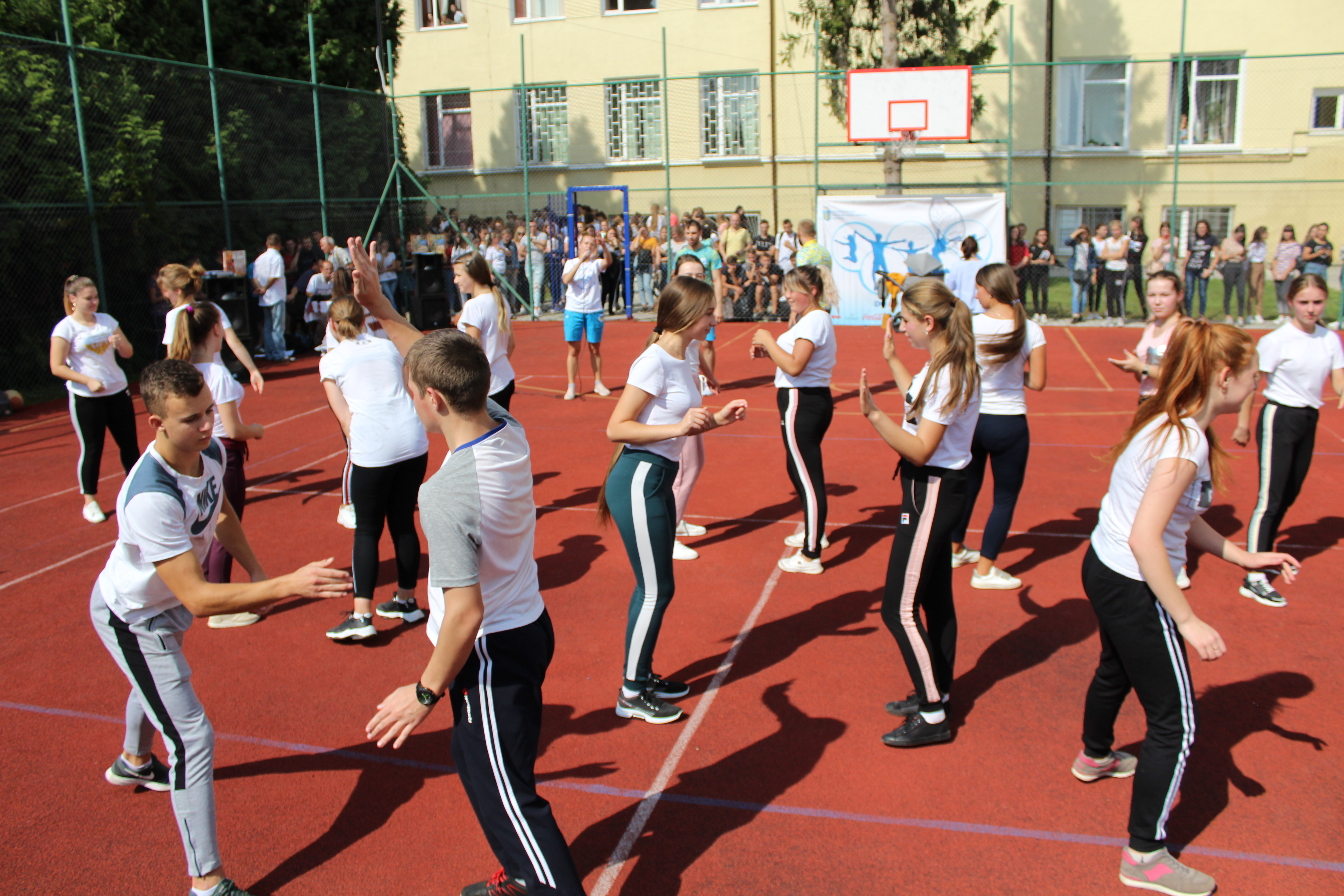
Зустріч з олімпійцем Самбірський педагогічний коледж 12 вересня 2019 року

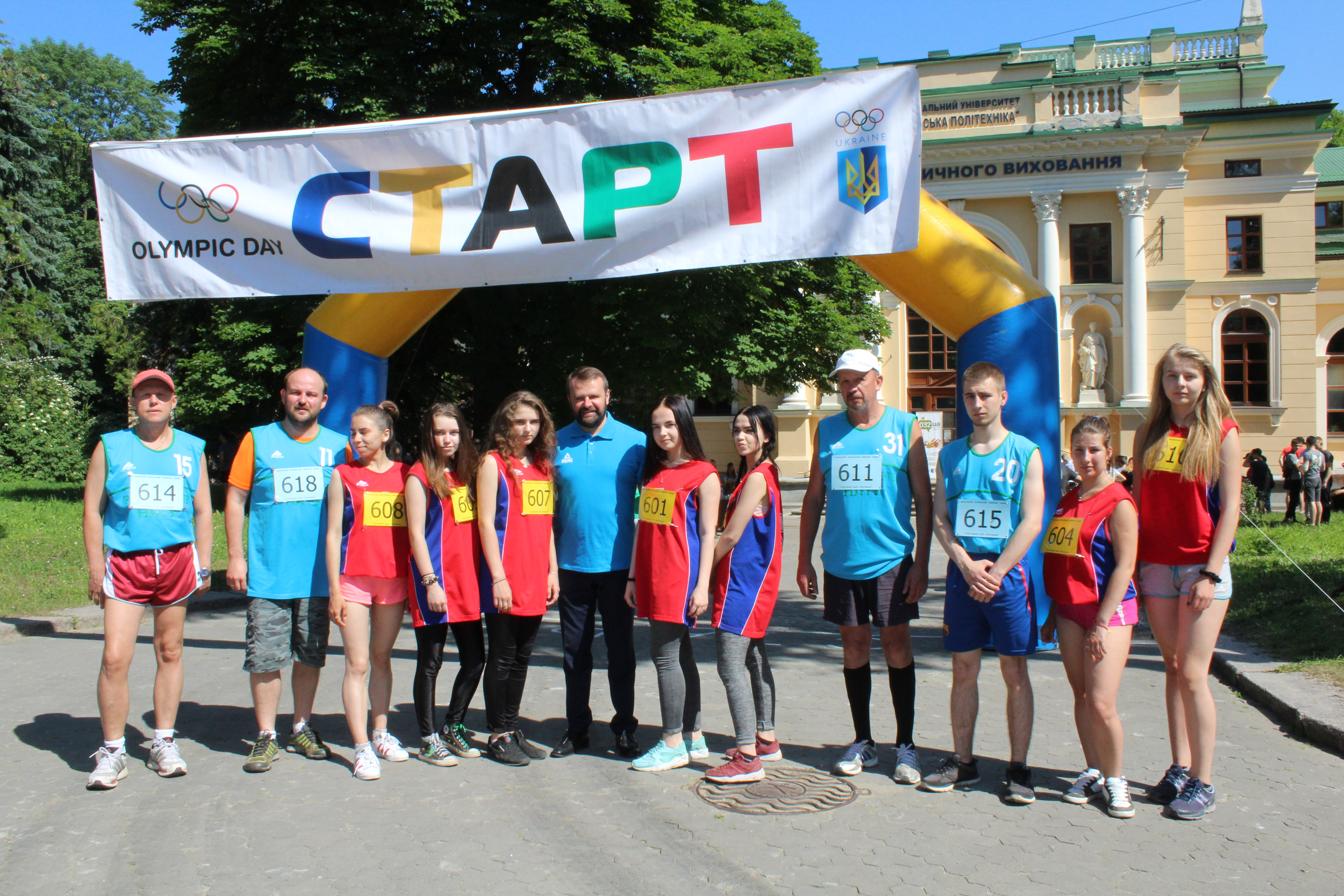
Старт студентського забігу "Зеленої милі"у Львові 1 червня 2018 року

## Львів'яни— учасники Олімпійських ігор
| №   | Фото                          | Ім'я                        | Роки життя                                                                           | Амплуа                             | Збірна               | Олімпіада/місце |
| --- | ----------------------------- | --------------------------- | ------------------------------------------------------------------------------------ | ---------------------------------- | -------------------- | --- |
| 1   |                               | Авдєєв Олег                 | 7 квітня 1973,                                                                       | Санний спорт                       | Україна              | Зимові Олімпійські ігри 1998 року/11 (Санки-двійка). |
| 2   |                               | Спіридіон Альбанський       | 5 жовтня 1907, Львів — 30 березня 1992 Катовиці                                      | Футбол                             | Польща               | Літні Олімпійські ігри 1936 року/4 (ком) |
| 3   |                               | Андрєєв Дмитро              | 18 вересня 1970                                                                      | Водне поло                         | Україна              | Літні Олімпійські ігри 1996 року/12 (ком) |
| 4   |                               | Андрєєв Павло               | 1 січня 1944                                                                         | Легка атлетика                     | СРСР                 | Літні Олімпійські ігри 1972 року/11 на дис. 10 км |
| 5   |                               | Андросов Геннадій           | 1 серпня 1939,                                                                       | Плавання                           | СРСР                 | Літні Олімпійські ігри 1956 року/16 (1500 м вільним стилем); Літні Олімпійські ігри 1960 року/16 (1500 м вільним стилем)                                             |
| 6   |                               | Антонов Сергій              | 18 серпня 1965                                                                       | Стрільба з луку                    | Україна              | Літні Олімпійські ігри 2000 року/28, 5 (ком) |
| 7   |                               | Батш Мечислав               | 1 січня 1900 — 27 вересня 1977                                                       | Футбол                             | Польща               | Літні Олімпійські ігри 1924 року |
| 8   |                               | Бєляєва Тетяна Іллівна      | 2 жовтня 1971, Львів                                                                 | Дзюдо                              | Україна              | Літні Олімпійські ігри 1996 року/4; Літні Олімпійські ігри 2000 |
| 9   |                               | Білуха Наталія              | 22 січня 1971                                                                        | Стрільба з лука                    | Україна              | Літні Олімпійські ігри 1996 року/62, 6(ком) |
| 10  |                               | Бондарук Роман Романович    | 20 червня 1974, Львів                                                                | Кульова стрільба                   | Україна              | Літні Олімпійські ігри 2008 року/6; Літні Олімпійські ігри 2012 року/12 Літні Олімпійські ігри 2016 року/11                                                          |
| 11  |                               | Борковський Леонід          | 1940                                                                                 | Легка атлетика                     | СРСР                 | Літні Олімпійські ігри 1964 року/не виконав норматив Літні Олімпійські ігри 1964 року/11 Літні Олімпійські ігри 1964 року/8                                          |
| 12  |                               | Булковський Андрій          | 22 липня 1972                                                                        | Легка атлетика                     | Україна              | Літні Олімпійські ігри 1996 року |
| 13  |                               | Бундз Роман                 | 1 вересня 1970                                                                       | Веслування на каное                | Україна              | Літні Олімпійські ігри 1996 року/11 Літні Олімпійські ігри 2000 року/6, 12 у двійці                                                                                  |
| 14  |                               | Тадеуш Бур-Коморовський     | 1 червня 1895, с. Хоробрів — 24 серпня 1966 Лондон, Велика Британія                  | Кінний спорт                       | Польща               | Літні Олімпійські ігри 1924 року/26, 6 (ком) |
| 15  |                               | Валасевич Станіслава        | 3 квітня 1911, Верхівня — 4 грудня 1980 Клівленд Сполучені Штати Америки             | Легка Атлетика                     | Польща               | Літні Олімпійські ігри 1932 року/ |
| 16  |                               | Васєвич Ян                  | 6 січня 1911 — 9 листопада 1976                                                      | Футбол                             | Польща               | Літні Олімпійські ігри 1936 року/4 (ком) |
| 17  |                               | Васильєва Людмила           | 12 червня 1969                                                                       | Фехтування                         | Україна              | Літні Олімпійські ігри 2000 року/34, 8 (ком) |
| 18  |                               | Ващук Оксана Олегівна       | 11 лютого 1989, Іваничі, Волинська область                                           | Вільна боротьба                    | Україна              | Літні Олімпійські ігри 2008 року/12 (ком) |
| 19  |                               | Вітковський Степан          | 10 грудня 1893, Львів — 29 травня 1937                                               | Лижні перегони                     | Польща               | Зимові Олімпійські ігри 1924 року/21 (50 км) |
| 20  |                               | Гайдук Юрій                 | 12 липня 1985                                                                        | Санний спорт                       | Україна              | Літні Олімпійські ігри 2006 року/14 (санки-двійка) |
| 21  |                               | Гамський Йосип              | 1949                                                                                 | Легка атлетика                     | СРСР                 | Літні Олімпійські ігри 1972 року/18 |
| 22  |                               | Ганцаж Броніслав            | 31 жовтня 1906 — 30 вересня 1960                                                     | Легка атлетика, Марафон            | Польща               | Літні Олімпійські ігри 1936 року/33 |
| 23  |                               | Гладишева Світлана          | 3 лютого 1966                                                                        | Гірські лижі                       |                      | Зимові Олімпійські ігри 1994 року/8 та 27 (швидкісний спуск) |
| 24  |                               | Гливка Володимир            | 24 серпня 1973                                                                       | Стрибки з трампліна                | Україна              | Зимові Олімпійські ігри 1998 року/47 (трамплін 90), 29 (Трамплін 120) 2002/59 (трамплін 90), 63 (трамплін 120)                                                       |
| 25  |                               | Гонченков Олександр         | 14 квітня 1970, Львів                                                                | Велоспорт                          | СНД                  | Літні Олімпійські ігри 1992 року/6 (ком), 11 |
| 26  |                               | Грачов Дмитро Олегович      | 5 грудня 1983, Львів                                                                 | Стрільба з лука                    | Україна              | Літні Олімпійські ігри 2004 року/24 |
| 27  |                               | Громак Юрій                 | 26 березня 1948–1998                                                                 | Плавання на спині                  | СРСР                 | Літні Олімпійські ігри 1968 року/10 на дис. 100м |
| 28  |                               | Губринюк Сергій             | 2 січня 1970                                                                         | Вільна боротьба                    | Україна              | Літні Олімпійські ігри 1996 року/11 |
| 29  |                               | Гутовський Михайло          |                                                                                      | Кінний спорт                       | Польща               | Літні Олімпійські ігри 1936 року/не закінчив виступ |
| 30  |                               | Дем'янюк Дмитро             | 30 червня 1983, Львів                                                                | Легка атлетика                     | Україна              | Літні Олімпійські ігри 2008 року/20 Літні Олімпійські ігри 2012 року                                                                                                 |
| 31  |                               | Дем'янюк Олексій            | 30 липня 1959, Баранівка, Житомирської області — 5 квітня 1999                       | Легка атлетика                     | СРСР                 | Літні Олімпійські ігри 1980 року/11 |
| 32  |                               | Дмитрієв Олексій            | 1946                                                                                 | Велоспорт на шосе                  | СРСР                 | Літні Олімпійські ігри 1968 року/9 (ком), 32 (груп) |
| 33  |                               | Досаєв Фарід                | 6 березня 1933                                                                       | плавання, брас                     | СРСР                 | Літні Олімпійські ігри 1956 року/10 (200 м) |
| 34  |                               | Дукач Олег                  | 30 липня 1995, Львів                                                                 | Санний спорт                       | Україна              | Зимові Олімпійські ігри 2018 року/23, 13 (естафета) |
| 35  |                               | Єгоров Олександр            | 5 серпня 1964                                                                        | Водне поло                         | Україна              | Літні Олімпійські ігри 1996 року/12 (ком) |
| 36  |                               | Жеребецький Олег            | 15 серпня 1986                                                                       | Санний спорт                       | Україна              | Зимові Олімпійські ігри 2006 року/не закінчив дистанцію (санки-двійка)                                                                                               |
| 37  |                               | Зауличний Ростислав         | 6 вересня 1968, Львів                                                                | Бокс                               | СНД                  | Літні Олімпійські ігри 1996 |
| 38  |                               | Захарків Роман              | 24 січня 1991, Львів                                                                 | Санний спорт                       | Україна              | Зимові Олімпійські ігри 2010 року/19 Зимові Олімпійські ігри 2014 року/17, 11 (зм. естафета) Зимові Олімпійські ігри 2018 року/                                      |
| 39  |                               | Зубріхін Олександр          | 28 жовтня 1974                                                                       | Бокс                               | Україна              | Літні Олімпійські ігри 2000 року/5-8 |
| 40  |                               | Івашко Маркіян              | 18 травня 1979, Львів                                                                | Стрільба з лука                    | Україна              | Літні Олімпійські ігри 2008 року/41, 4 (ком) Літні Олімпійські ігри 2012 року/9, 5 (ком)                                                                             |
| 41  |                               | Кава Францішек-Юзеф         | 3 жовтня 1901 — 10 лютого 1985                                                       | Лижний спорт                       | Польща               | Зимові Олімпійські ігри 1928 року/27 (50 км) |
| 42  |                               | Кісь Андрій                 | 27 травня 1985, Львів                                                                | Санний спорт                       | Україна              | Зимові Олімпійські ігри 2006 року/14 (санки-двійка) Зимові Олімпійські ігри 2010 року/16 (санки-двійка) Зимові Олімпійські ігри 2014 року/28 (одиночні), 11 естафета |
| 43  |                               | Книш Ольга                  | 6 жовтня 1995                                                                        | Гірські лижі                       | Україна              | Зимові Олімпійські ігри 2018 року/45 (слалом) |
| 44  |                               | Коган Любомир               | 2 липня 1975                                                                         | Стрибки з трампліна                | Україна              | Літні Олімпійські ігри 1998 року/58 (трамплін 90), 61 (трамплін 120)                                                                                                 |
| 45  |                               | Комаров Іван                | 19 липня 1921, Лапіно, Тульської області, Росія — 11 квітня 2005 Тернопіль           | Фехтування на рапірах              | СРСР                 | Літні Олімпійські ігри 1952 року/кваліфікація |
| 46  |                               | Коморовський Януш           | 9 жовтня 1905 — 24 листопада 1993                                                    | Кінний спорт                       | Польща               | Літні Олімпійські ігри 1936 року/36 |
| 47  |                               | Коростильова Юлія           | 8 лютого 1984, Хмельницький                                                          | Кульова стрільба                   | Україна              | Літні Олімпійські ігри 2004 року/10, 25 |
| 48  |                               | Костшембський Фелікс        |                                                                                      | Кінний спорт                       | Польща               | Літні Олімпійські ігри 1924 року/54, 14 (ком) |
| 49  |                               | Круликевич Адам             |                                                                                      | Кінний спорт                       | Польща               | Літні Олімпійські ігри 1924 року/4 (ком) |
| 50  |                               | Курченко Віктор             | 6 січня 1965                                                                         | Стрільба з лука                    | Україна              | Літні Олімпійські ігри 2000 року/46, 8(ком) |
| 51  |                               | Кутенко Юрій                | 8 липня 1932, Фастів — 13 грудня 2003 Львів                                          | Десятиборство                      | СРСР                 | Літні Олімпійські ігри 1956 року/не закінчив Літні Олімпійські ігри 1960 року/4                                                                                      |
| 52  |                               | Кухар Вацлав                | 16 вересня 1897, Ланьцут, Підкарпатського воєводства Польща — 12 лютого 1981 Варшава | Футбол                             | Польща               | Літні Олімпійські ігри 1924 року |
| 53  |                               | Кухарський Казимир          | 13 лютого 1909 — 9 квітня 1995                                                       | Легка атлетика                     | Польща               | Літні Олімпійські ігри 1936 року/3, 4 |
| 54  |                               | Кшемінський Казимир         | 25 лютого 1902–1940                                                                  | Велосипедний спорт                 | Польща               | Літні Олімпійські ігри 1924 року/59, 14 (ком) |
| 55  |                               | Лемішко Владислав           | 9 червня 1911 — 14 квітня 1988                                                       | Хокей                              | Польща               | Зимові Олімпійські ігри 1936 року/0-12 (ком) |
| 56  |                               | Леськів Леся                | 17 жовтня 1963                                                                       | Кульова стрільба                   | Україна              | Літні Олімпійські ігри 1996 року/8, 9 Літні Олімпійські ігри 2000 року/9, 15 Літні Олімпійські ігри 2004 року/13, 14                                                 |
| 57  |                               | Логінова Ольга              | 3 лютого 1966                                                                        | Гірські лижі                       | Україна              | Зимові Олімпійські ігри 1994 року/37 (швидкісний спуск), 40 супергігант, 18 комбінація                                                                               |
| 58  |                               | Матіяс Михайло              | 28 вересня 1910 — 23 жовтня 1975                                                     | Футбол                             | Польща               | Літні Олімпійські ігри 1936 року/4 (ком) |
| 59  |                               | Мауер Альберт               | 3 жовтня 1901 — 10 лютого 1985                                                       | Футбол                             | Хокей                | Зимові Олімпійські ігри 1934 року/4 (ком) |
| 60  |                               | Мельник Борис               | 2 лютого 1945                                                                        | Кульовастрільба з гвинтівки        | СРСР                 | Літні Олімпійські ігри 1976 року/12 |
| 61  |                               | Меркушина Ірина             | 8 березня 1968, Самара, Росія                                                        | Біатлон                            | Україна              | Зимові Олімпійські ігри 1998 року/49 (дистанція 7,5 км) |
| 62  |                               | Мицак Дмитро                | 8 листопада 1995, Борислав, Львівської області                                       | Гірські лижі                       | Україна              | Зимові Олімпійські ігри 2014 року/слалом-гігант |
| 63  |                               | Онищук Анатолій             | 1940                                                                                 | Кульова стрільба                   | СРСР                 | Літні Олімпійські ігри 1968 року/27 |
| 64  |                               | Остапчук (Ткач) Юлія        | 26 вересня 1989, Ковель, Волинської області                                          | Вільна боротьба                    | Україна              | Літні Олімпійські ігри 2008 року/11 (до 63 кг) Літні Олімпійські ігри 2012 року/7 (до 63 кг) Літні Олімпійські ігри 2016 року/9 (до 63 кг)                           |
| 65  |                               | Палеха Катерина             | 20 вересня 1980                                                                      | Стрільба з лука                    | Україна              | Літні Олімпійські ігри 2004 року/33, 6 (ком) |
| 66  |                               | Панченко Данило             | 15 серпня 1973                                                                       | Санний спорт                       | Україна              | Зимові Олімпійські ігри 1998 року/11 (санки-двійка) |
| 67  |                               | Паппе Адам                  |                                                                                      | Фехтування                         | Польща               | Літні Олімпійські ігри 1920 року Літні Олімпійські ігри 1928 року Літні Олімпійські ігри 1932 року                                                                   |
| 68  |                               | Паслась Оксана              | 8 лютого 1986                                                                        | Художня гімнастика                 | Україна              | Літні Олімпійські ігри 2004 року/9 |
| 69  |                               | Передерій Віра              | 28 лютого 1990                                                                       | Художня гімнастика                 | Україна              | Літні Олімпійські ігри 2008 року/8 |
| 70  |                               | Підгрушна Христина          | 12 серпня 1977                                                                       | Гірські лижі                       | Україна              | Зимові Олімпійські ігри 1994 року/42 |
| 71  |                               | Плеханова Аполлінарія       | 4 жовтня 1919 — 9 січня 2005                                                         | Фехтування                         | СРСР                 | Літні Олімпійські ігри 1952 року/8 (ком) |
| 72  |                               | Понурський Владислав        | 22 квітня 1891, Львів — 13 жовтня 1978 Краків                                        | Легка атлетика                     | Австрія              | Літні Олімпійські ігри 1912 року/ |
| 73  |                               | Попович Ярослав             | 4 січня 1980, Калинів, Самбірського району Львівської області                        | Велосипедний спорт                 | Україна              | Літні Олімпійські ігри 2004 року/68 Літні Олімпійські ігри 2008 року/36                                                                                              |
| 74  |                               | Потульницький Олександр     | 17 квітня 1969                                                                       | Водне поло                         | Україна              | Літні Олімпійські ігри 1996 року/12 (ком) |
| 75  |                               | Прокопенко Георгій          | 21 лютого 1937, Кобеляки, Полтавської області                                        | Плавання                           | СРСР                 | Літні Олімпійські ігри 1960 року/10 |
| 76  |                               | Пруднікова Тетяна           | 29 березня 1954                                                                      | Плавання                           | СРСР                 | Літні Олімпійські ігри 1972 року/15, 24 (брас) |
| 77  |                               | Радченко Віктор             | 11 травня 1968                                                                       | Легка атлетика, десятиборство      | СНД                  | Літні Олімпійські ігри 1992 року/12 |
| 78  |                               | Рождественський Вадим       | 6 лютого 1967                                                                        | Водне поло                         | Україна              | Літні Олімпійські ігри 1996 року/12 |
| 79  |                               | Сабінський Роман            | 28 грудня 1908, Львів — 28 червня 1978 Манчестер Велика Британія                     | Хокей                              | Польща               | Зимові Олімпійські ігри 1932 року/4 (ком) |
| 80  |                               | Савін Валерій               | 21 червня 1951                                                                       | Стрибки з трампліна                | СРСР                 | Зимові Олімпійські ігри 1984 року/31 (трамплін 70 метрів) |
| 81  |                               | Савченко Лариса             | 21 липня 1966, Львів                                                                 | Теніс                              | СРСР                 | Літні Олімпійські ігри 1988 року/5, 5 (пар) |
| 82  |                               | Сеньків Тарас               | 23 червня 1989                                                                       | Санний спорт                       | Україна              | Зимові Олімпійські ігри 2010 року/19 (Санки-двійка) |
| 83  |                               | Синишин Наталія             | 3 липня 1985, м. Соснівка, Львівської області                                        | Вільна Україна                     | Україна, Азербайджан | Літні Олімпійські ігри 2008 року/12 Літні Олімпійські ігри 2012 року/3                                                                                               |
| 84  |                               | Скрябін                     | 17 лютого 1978                                                                       | Гірські лижі                       | Україна              | Зимові Олімпійські ігри 1998 року/12 (комбінація) Зимові Олімпійські ігри 2002 року/49, 29, 45, 25 Зимові Олімпійські ігри 2006 року/47, 53, 26, 36                  |
| 85  |                               | Скуратов                    | 27 лютого 1967                                                                       | Водне поло                         | Україна              | Літні Олімпійські ігри 1996 року/12 (ком) |
| 86  |                               | Сливинський Михайло         | 5 лютого 1970, Добротвір, Львівської області                                         | Веслування на байдарках і каное    | Україна, Польща      | Літні Олімпійські ігри 1996 року/4 Літні Олімпійські ігри 1996 року/7 Літні Олімпійські ігри 1996 року/5                                                             |
| 87  |                               | Слободян Юлія               | 25 вересня 1992, Львів                                                               | Художня гімнастика                 | Україна              | Літні Олімпійські ігри 2008 року/8 |
| 88  |                               | Соколовський Казимєж        | 26 березня 1908 — 3 липня 1998                                                       | Хокей                              | Польща               | Зимові Олімпійські ігри 1932 року/4 (ком) |
| 89  |                               | Сосницький Станіслав        |                                                                                      | Велосипедний спорт                 | Польща               | Літні Олімпійські ігри 1924 року/4 (ком) |
| 90  |                               | Станкович Василь            | 25 квітня 1946, Іршава, Закарпатської області                                        | Фехтування                         | СРСР                 | Літні Олімпійські ігри 1976 року/4 (ком), 4 рапіра, 5 шпаг |
| 91  |                               | Стецків Олена               | 15 червня 1994, Львів                                                                | Санний спорт                       | Україна              | Зимові Олімпійські ігри 2014 року/26 (особ.) |
| 92  |                               | Стратан Дмитро              | 24 січня 1975, Львів                                                                 | Водне поло                         | Україна              | Літні Олімпійські ігри 1996 року/12 |
| 93  |                               | Ступницький Роман           | 30 листопада 1912 — 27 січня 1954                                                    | Хокей                              | Польща               | Зимові Олімпійські ігри 1936 року/9-12 (ком) |
| 94  |                               | Тарновецький Павло          | 21 лютого 1961                                                                       | Легка атлетика, десятиборство      | срср                 | Літні Олімпійські ігри 1988 року/10 |
| 95  |                               | Тер-Ованесян Ігор           | 19 травня 1938, Київ                                                                 | Легкаатлетика (стрибки у довжину)  | СРСР                 | Літні Олімпійські ігри 1956 року/не виконав кваліфікацію Літні Олімпійські ігри 1968 року/4 Літні Олімпійські ігри 1972 року/не виконав кваліфікацію                 |
| 96  |                               | Тирик Галина                | 1980                                                                                 | Спортивна гімнастика               | Україна              | Літні Олімпійські ігри 2000 року/23, 6 (ком) |
| 97  |                               | Спіридіон Альбанський       | 5 жовтня 1907, Львів — 30 березня 1992 Катовиці                                      | Футбол                             | Польща               | Літні Олімпійські ігри 1936 року/4 (ком) |
| 98  |                               | Ткачук Вадим                | 9 березня 1970                                                                       | Сучасне п'ятиборство               | Україна              | Літні Олімпійські ігри 2000 року/5 |
| 99  |                               | Турушанко Роман             |                                                                                      | Фігурне катання                    | Румунія              | Зимові Олімпійські ігри 1936 року/ |
| 100 |                               | Франц Антон                 | 26 січня 1905 — 16 липня 1965                                                        | Фехтування на шпагах               | Польща               | Літні Олімпійські ігри 1928 року/5-8 (ком), 6 |
| 101 |                               | Харковська (Шепіленко) Юлія | 14 вересня 1976                                                                      | Гірські лижі                       | Україна              | Зимові Олімпійські ігри 1998 року/33 (швид. спуск), 20 (комбінація)                                                                                                  |
| 102 |                               | Лідія Цимош-Ясінська        | 1942                                                                                 | Легка атлетика, метання списа      | СРСР                 | Літні Олімпійські ігри 1968 року/10 |
| 103 |                               | Череповський Євген          | 17 жовтня 1934 — червень 1994                                                        | Фехтування на шаблях               | СРСР                 | Літні Олімпійські ігри 1960 року/ |
| 104 | Файл:Georgiy Chygayev 020.jpg | Чигаєв Георгій              | 19 жовтня 1983, Одеса                                                                | Бокс                               | Україна              | Літні Олімпійські ігри 2008 року/9 |
| 105 |                               | Чорнобай Віталій            | 23 травня 1929, Дніпро — 19 травня 2019 Львів                                        | Легка атлетика, стрибки з жердиною | СРСР                 | Літні Олімпійські ігри 1956 року/13 |
| 106 |                               | Чухліб Орислава             | 2 серпня 1974                                                                        | Санний спорт                       | Україна              | Зимові Олімпійські ігри 2002 року/20 |
| 107 |                               | Шемякіна Яна                | 5 січня 1985, Львів                                                                  | Фехтування на шпагах               | Україна              | Літні Олімпійські ігри 2008 року/18 |
| 108 |                               | Шеремета Любов              | 17 січня 1980                                                                        | Спортивна гімнастика               | Україна              | Літні Олімпійські ігри 1996 року/5 (ком), 22 |
| 109 |                               | Шидловський Славош-Мечислав | 20 липня 1894 — 24 січня 1952                                                        | Легка атлетика (метання)           | Польща               | Літні Олімпійські ігри 1924 року |
| 110 |                               | Шимечко Ігор                | 27 травня 1986, Львів                                                                | Важка атлетика                     | Україна              | Літні Олімпійські ігри 2008 року/5 Літні Олімпійські ігри 2012 року Літні Олімпійські ігри 2016 року                                                                 |
| 111 |                               | Школьний Костянтин          | 2 лютого 1961                                                                        | Стрільба з лука                    | СРСР                 | Літні Олімпійські ігри 1988 року/5 (ком) |
| 112 |                               | Штирьова Тетяна             | 11 вересня 1954, — 25 лютого 2008                                                    | Стрибки у воду                     | СРСР                 | Літні Олімпійські ігри 1972 року/12 (вишка), 16 (трамплін) Літні Олімпійські ігри 1972 року/12 (вишка)                                                               |
| 113 |                               | Шхумова Олена               | 24 листопада 1993, Львів                                                             | Санний спорт                       | Українаа             | Зимові Олімпійські ігри 2014 року/11 (змішана естафета) |
| 114 |                               | Язвінський Роман            | 30 листопада 1986                                                                    | Санний спорт                       | Україна              | Зимові Олімпійські ігри 2006 року/не закінчив дистанцію (санки-двійка)                                                                                               |
| 115 |                               | Яковлєва Валентина          | 1947                                                                                 | Плавання                           | СРСР                 | Літні Олімпійські ігри 1964 року/18 |

## Відео
- https://www.youtube.com/channel/UCX5T9hw7KTiY2Lbsw8nmnkg?view_as=subscriber [Архівовано 17 грудня 2019 у Wayback Machine.]
- https://www.youtube.com/watch?v=3oR0TLzDIr8&list=PLBVdsXsgT8G-V7sV9_SerxEl0Fl2zLd5f
- https://www.youtube.com/watch?v=jkGzyf2KBBc&list=PLBVdsXsgT8G-V7sV9_SerxEl0Fl2zLd5f&index=3
- https://www.youtube.com/watch?v=laKzo1y_glk&list=PLBVdsXsgT8G_bTZlhBBkMzKjhNimu81q7
- https://www.youtube.com/watch?v=Xx4FD-ezLnQ&list=PLBVdsXsgT8G_bTZlhBBkMzKjhNimu81q7&index=2